# Llista d'asteroides (344001-345000)
Llista d'asteroides del 344.001 al 345.000, amb data de descoberta i descobridor. És un fragment de la llista d'asteroides completa. Als asteroides se'ls dona un número quan es confirma la seva òrbita, per tant apareixen llistats aproximadament segons la data de descobriment.

## 344001-344100
| Nom    | Designació provisional | Data de descobriment   | Lloc de descobriment | Descobridor/s                                          |
| ------ | ---------------------- | ---------------------- | -------------------- | ------------------------------------------------------ |
| 344001 | 2011 QD46              | 11 de novembre de 2001 | Kitt Peak            | Spacewatch                                             |
| 344002 | 2011 QN47              | 23 de setembre de 2000 | Socorro              | LINEAR                                                 |
| 344003 | 2011 QW53              | 9 de juny de 2011      | Haleakala            | Pan-STARRS 1                                           |
| 344004 | 2011 QV73              | 21 de desembre de 2003 | Kitt Peak            | Spacewatch                                             |
| 344005 | 2011 QZ75              | 26 de gener de 2006    | Kitt Peak            | Spacewatch                                             |
| 344006 | 2011 QD77              | 19 de juny de 2010     | Mount Lemmon         | Mt. Lemmon Survey                                      |
| 344007 | 2011 RF2               | 4 d'octubre de 2006    | Mount Lemmon         | Mt. Lemmon Survey                                      |
| 344008 | 2011 SL6               | 20 de setembre de 2001 | Socorro              | LINEAR                                                 |
| 344009 | 2011 SH99              | 13 de novembre de 2007 | Mount Lemmon         | Mt. Lemmon Survey                                      |
| 344010 | 2011 SN121             | 20 d'abril de 2009     | Kitt Peak            | Spacewatch                                             |
| 344011 | 2011 UH57              | 8 de febrer de 1995    | Kitt Peak            | Spacewatch                                             |
| 344012 | 2011 UE153             | 27 de gener de 2004    | Kitt Peak            | Spacewatch                                             |
| 344013 | 2011 UP343             | 11 de gener de 2002    | Kitt Peak            | Spacewatch                                             |
| 344014 | 2011 XX1               | 28 de juliol de 2009   | Kitt Peak            | Spacewatch                                             |
| 344015 | 2012 BW94              | 12 d'abril de 2005     | Kitt Peak            | Spacewatch                                             |
| 344016 | 2012 BO130             | 21 d'agost de 2004     | Siding Spring        | Siding Spring Survey                                   |
| 344017 | 2012 BW150             | 19 d'abril de 2007     | Kitt Peak            | Spacewatch                                             |
| 344018 | 2012 DN57              | 10 de febrer de 2008   | Mount Lemmon         | Mt. Lemmon Survey                                      |
| 344019 | 2012 DK63              | 19 de desembre de 2003 | Socorro              | LINEAR                                                 |
| 344020 | 2012 DL91              | 21 de desembre de 2006 | Mount Lemmon         | Mt. Lemmon Survey                                      |
| 344021 | 2012 FV36              | 23 d'octubre de 2006   | Mount Lemmon         | Mt. Lemmon Survey                                      |
| 344022 | 2012 GR8               | 19 d'agost de 2006     | Kitt Peak            | Spacewatch                                             |
| 344023 | 2012 GZ14              | 24 de febrer de 2006   | Kitt Peak            | Spacewatch                                             |
| 344024 | 2012 GU33              | 31 de gener de 2006    | Catalina             | CSS                                                    |
| 344025 | 2012 HK41              | 3 de març de 2005      | Kitt Peak            | Spacewatch                                             |
| 344026 | 2012 JP10              | 12 d'octubre de 2001   | Kitt Peak            | Spacewatch                                             |
| 344027 | 2012 JJ11              | 6 de juliol de 2002    | Palomar              | NEAT                                                   |
| 344028 | 2012 JV18              | 2 d'abril de 2006      | Mount Lemmon         | Mt. Lemmon Survey                                      |
| 344029 | 2012 JN35              | 13 de febrer de 2002   | Apache Point         | Sloan Digital Sky Survey                               |
| 344030 | 2012 JA64              | 18 de setembre de 2009 | Mount Lemmon         | Mt. Lemmon Survey                                      |
| 344031 | 2012 LZ13              | 12 de gener de 2010    | Mount Lemmon         | Mt. Lemmon Survey                                      |
| 344032 | 2012 LE20              | 29 de setembre de 2009 | Mount Lemmon         | Mt. Lemmon Survey                                      |
| 344033 | 2012 LS23              | 30 d'octubre de 2005   | Mount Lemmon         | Mt. Lemmon Survey                                      |
| 344034 | 2012 MK2               | 9 de setembre de 2001  | Anderson Mesa        | LONEOS                                                 |
| 344035 | 2012 MQ5               | 18 de desembre de 2001 | Apache Point         | Sloan Digital Sky Survey                               |
| 344036 | 2012 MG11              | 17 de juny de 2004     | Palomar              | NEAT                                                   |
| 344037 | 2012 PG2               | 7 de desembre de 1999  | Kitt Peak            | Spacewatch                                             |
| 344038 | 2012 PH4               | 11 de setembre de 2004 | Kitt Peak            | Spacewatch                                             |
| 344039 | 2012 PB5               | 22 de juny de 2006     | Mount Lemmon         | Mt. Lemmon Survey                                      |
| 344040 | 2012 PO5               | 23 de maig de 2001     | Cerro Tololo         | L. H. Wasserman                                        |
| 344041 | 2012 PY5               | 24 d'agost de 2005     | Palomar              | NEAT                                                   |
| 344042 | 2012 PY8               | 7 de juliol de 2007    | Lulin                | Lulin                                                  |
| 344043 | 2012 PF11              | 26 d'octubre de 2008   | Kitt Peak            | Spacewatch                                             |
| 344044 | 2012 PB24              | 1 de setembre de 2003  | Socorro              | LINEAR                                                 |
| 344045 | 2012 QT14              | 11 de desembre de 2004 | Socorro              | LINEAR                                                 |
| 344046 | 2012 QJ19              | 24 de juny de 1995     | Kitt Peak            | Spacewatch                                             |
| 344047 | 4331 P-L               | 24 de setembre de 1960 | Palomar              | C. J. van Houten, I. van Houten-Groeneveld, T. Gehrels |
| 344048 | 6807 P-L               | 24 de setembre de 1960 | Palomar              | C. J. van Houten, I. van Houten-Groeneveld, T. Gehrels |
| 344049 | 6865 P-L               | 24 de setembre de 1960 | Palomar              | C. J. van Houten, I. van Houten-Groeneveld, T. Gehrels |
| 344050 | 1254 T-2               | 29 de setembre de 1973 | Palomar              | C. J. van Houten, I. van Houten-Groeneveld, T. Gehrels |
| 344051 | 4074 T-2               | 29 de setembre de 1973 | Palomar              | C. J. van Houten, I. van Houten-Groeneveld, T. Gehrels |
| 344052 | 4121 T-2               | 29 de setembre de 1973 | Palomar              | C. J. van Houten, I. van Houten-Groeneveld, T. Gehrels |
| 344053 | 5478 T-2               | 30 de setembre de 1973 | Palomar              | C. J. van Houten, I. van Houten-Groeneveld, T. Gehrels |
| 344054 | 4185 T-3               | 16 d'octubre de 1977   | Palomar              | C. J. van Houten, I. van Houten-Groeneveld, T. Gehrels |
| 344055 | 4530 T-3               | 16 d'octubre de 1977   | Palomar              | C. J. van Houten, I. van Houten-Groeneveld, T. Gehrels |
| 344056 | 1992 HT3               | 30 d'abril de 1992     | San Pedro Martir     | San Pedro Martir                                       |
| 344057 | 1993 QP8               | 20 d'agost de 1993     | La Silla             | E. W. Elst                                             |
| 344058 | 1994 PS22              | 12 d'agost de 1994     | La Silla             | E. W. Elst                                             |
| 344059 | 1994 SY8               | 28 de setembre de 1994 | Kitt Peak            | Spacewatch                                             |
| 344060 | 1995 OL                | 23 de juliol de 1995   | Ondrejov             | P. Pravec                                              |
| 344061 | 1995 OL11              | 27 de juliol de 1995   | Kitt Peak            | Spacewatch                                             |
| 344062 | 1995 OO16              | 26 de juliol de 1995   | Kitt Peak            | Spacewatch                                             |
| 344063 | 1995 SM13              | 18 de setembre de 1995 | Kitt Peak            | Spacewatch                                             |
| 344064 | 1995 SB52              | 26 de setembre de 1995 | Kitt Peak            | Spacewatch                                             |
| 344065 | 1995 UB4               | 20 d'octubre de 1995   | Oizumi               | T. Kobayashi                                           |
| 344066 | 1995 UL11              | 17 d'octubre de 1995   | Kitt Peak            | Spacewatch                                             |
| 344067 | 1995 WK38              | 23 de novembre de 1995 | Kitt Peak            | Spacewatch                                             |
| 344068 | 1995 YN8               | 18 de desembre de 1995 | Kitt Peak            | Spacewatch                                             |
| 344069 | 1996 BD6               | 18 de gener de 1996    | Kitt Peak            | Spacewatch                                             |
| 344070 | 1996 VN35              | 9 de novembre de 1996  | Kitt Peak            | Spacewatch                                             |
| 344071 | 1996 XS16              | 4 de desembre de 1996  | Kitt Peak            | Spacewatch                                             |
| 344072 | 1997 CY1               | 2 de febrer de 1997    | Kitt Peak            | Spacewatch                                             |
| 344073 | 1997 CD16              | 6 de febrer de 1997    | Kitt Peak            | Spacewatch                                             |
| 344074 | 1997 UH9               | 29 d'octubre de 1997   | Haleakala            | NEAT                                                   |
| 344075 | 1997 WK9               | 21 de novembre de 1997 | Kitt Peak            | Spacewatch                                             |
| 344076 | 1998 HJ3               | 19 d'abril de 1998     | Socorro              | LINEAR                                                 |
| 344077 | 1998 HG8               | 21 d'abril de 1998     | Kitt Peak            | Spacewatch                                             |
| 344078 | 1998 QB29              | 25 d'agost de 1998     | Ondrejov             | L. Sarounova                                           |
| 344079 | 1998 RO8               | 13 de setembre de 1998 | Kitt Peak            | Spacewatch                                             |
| 344080 | 1998 RP36              | 14 de setembre de 1998 | Socorro              | LINEAR                                                 |
| 344081 | 1998 SP16              | 17 de setembre de 1998 | Kitt Peak            | Spacewatch                                             |
| 344082 | 1998 SF21              | 21 de setembre de 1998 | Kitt Peak            | Spacewatch                                             |
| 344083 | 1998 TX11              | 13 d'octubre de 1998   | Kitt Peak            | Spacewatch                                             |
| 344084 | 1998 TZ27              | 15 d'octubre de 1998   | Kitt Peak            | Spacewatch                                             |
| 344085 | 1998 UA45              | 22 d'octubre de 1998   | Kitt Peak            | Spacewatch                                             |
| 344086 | 1999 AW11              | 7 de gener de 1999     | Kitt Peak            | Spacewatch                                             |
| 344087 | 1999 CA130             | 6 de febrer de 1999    | Mauna Kea            | C. Veillet                                             |
| 344088 | 1999 CL152             | 12 de febrer de 1999   | Kitt Peak            | Spacewatch                                             |
| 344089 | 1999 JN47              | 10 de maig de 1999     | Socorro              | LINEAR                                                 |
| 344090 | 1999 JK133             | 14 de maig de 1999     | Socorro              | LINEAR                                                 |
| 344091 | 1999 LG7               | 11 de juny de 1999     | Kitt Peak            | Spacewatch                                             |
| 344092 | 1999 NK2               | 12 de juliol de 1999   | Socorro              | LINEAR                                                 |
| 344093 | 1999 RB19              | 6 de setembre de 1999  | Anderson Mesa        | LONEOS                                                 |
| 344094 | 1999 RD126             | 9 de setembre de 1999  | Socorro              | LINEAR                                                 |
| 344095 | 1999 RG153             | 9 de setembre de 1999  | Socorro              | LINEAR                                                 |
| 344096 | 1999 RL237             | 8 de setembre de 1999  | Catalina             | CSS                                                    |
| 344097 | 1999 RJ252             | 7 de setembre de 1999  | Kitt Peak            | Spacewatch                                             |
| 344098 | 1999 SG18              | 13 de setembre de 1999 | Socorro              | LINEAR                                                 |
| 344099 | 1999 TC25              | 2 d'octubre de 1999    | Socorro              | LINEAR                                                 |
| 344100 | 1999 TK30              | 4 d'octubre de 1999    | Socorro              | LINEAR                                                 |

## 344101-344200
| Nom    | Designació provisional | Data de descobriment   | Lloc de descobriment | Descobridor/s               |
| ------ | ---------------------- | ---------------------- | -------------------- | --------------------------- |
| 344101 | 1999 TR59              | 7 d'octubre de 1999    | Kitt Peak            | Spacewatch                  |
| 344102 | 1999 TT94              | 2 d'octubre de 1999    | Socorro              | LINEAR                      |
| 344103 | 1999 TD127             | 4 d'octubre de 1999    | Socorro              | LINEAR                      |
| 344104 | 1999 TH148             | 7 d'octubre de 1999    | Socorro              | LINEAR                      |
| 344105 | 1999 TD150             | 7 d'octubre de 1999    | Socorro              | LINEAR                      |
| 344106 | 1999 TH237             | 4 d'octubre de 1999    | Kitt Peak            | Spacewatch                  |
| 344107 | 1999 TA242             | 4 d'octubre de 1999    | Catalina             | CSS                         |
| 344108 | 1999 TB255             | 13 d'octubre de 1999   | Socorro              | LINEAR                      |
| 344109 | 1999 TF264             | 15 d'octubre de 1999   | Kitt Peak            | Spacewatch                  |
| 344110 | 1999 TR305             | 3 d'octubre de 1999    | Catalina             | CSS                         |
| 344111 | 1999 UB28              | 30 d'octubre de 1999   | Kitt Peak            | Spacewatch                  |
| 344112 | 1999 VD4               | 1 de novembre de 1999  | Catalina             | CSS                         |
| 344113 | 1999 VJ41              | 1 de novembre de 1999  | Kitt Peak            | Spacewatch                  |
| 344114 | 1999 VU54              | 10 d'octubre de 1999   | Socorro              | LINEAR                      |
| 344115 | 1999 VV71              | 15 de novembre de 1999 | Eskridge             | Eskridge                    |
| 344116 | 1999 VB83              | 6 d'octubre de 1999    | Kitt Peak            | Spacewatch                  |
| 344117 | 1999 VF116             | 4 de novembre de 1999  | Kitt Peak            | Spacewatch                  |
| 344118 | 1999 VN122             | 4 de novembre de 1999  | Kitt Peak            | Spacewatch                  |
| 344119 | 1999 VF130             | 11 de novembre de 1999 | Kitt Peak            | Spacewatch                  |
| 344120 | 1999 VM142             | 10 de novembre de 1999 | Kitt Peak            | Spacewatch                  |
| 344121 | 1999 VD143             | 1 d'octubre de 1999    | Kitt Peak            | Spacewatch                  |
| 344122 | 1999 VP185             | 30 d'octubre de 1999   | Kitt Peak            | Spacewatch                  |
| 344123 | 1999 VC197             | 8 d'octubre de 1999    | Socorro              | LINEAR                      |
| 344124 | 1999 VB212             | 12 de novembre de 1999 | Socorro              | LINEAR                      |
| 344125 | 1999 XD9               | 5 de desembre de 1999  | Socorro              | LINEAR                      |
| 344126 | 1999 XC17              | 7 de desembre de 1999  | Socorro              | LINEAR                      |
| 344127 | 1999 XO24              | 6 de desembre de 1999  | Socorro              | LINEAR                      |
| 344128 | 1999 XR49              | 7 de desembre de 1999  | Socorro              | LINEAR                      |
| 344129 | 1999 XW148             | 7 de desembre de 1999  | Kitt Peak            | Spacewatch                  |
| 344130 | 1999 XW235             | 3 de desembre de 1999  | Kitt Peak            | Spacewatch                  |
| 344131 | 1999 YE10              | 27 de desembre de 1999 | Kitt Peak            | Spacewatch                  |
| 344132 | 1999 YP13              | 31 de desembre de 1999 | Socorro              | LINEAR                      |
| 344133 | 2000 AD6               | 4 de gener de 2000     | Socorro              | LINEAR                      |
| 344134 | 2000 AS169             | 7 de gener de 2000     | Socorro              | LINEAR                      |
| 344135 | 2000 BO40              | 28 de gener de 2000    | Kitt Peak            | Spacewatch                  |
| 344136 | 2000 CF24              | 2 de febrer de 2000    | Socorro              | LINEAR                      |
| 344137 | 2000 DG22              | 29 de febrer de 2000   | Socorro              | LINEAR                      |
| 344138 | 2000 ES153             | 6 de març de 2000      | Haleakala            | NEAT                        |
| 344139 | 2000 GX139             | 4 d'abril de 2000      | Anderson Mesa        | LONEOS                      |
| 344140 | 2000 HB46              | 29 d'abril de 2000     | Socorro              | LINEAR                      |
| 344141 | 2000 HS66              | 26 d'abril de 2000     | Kitt Peak            | Spacewatch                  |
| 344142 | 2000 HL102             | 26 d'abril de 2000     | Anderson Mesa        | LONEOS                      |
| 344143 | 2000 JQ3               | 4 de maig de 2000      | Socorro              | LINEAR                      |
| 344144 | 2000 KA22              | 28 de maig de 2000     | Socorro              | LINEAR                      |
| 344145 | 2000 KX37              | 24 de maig de 2000     | Kitt Peak            | Spacewatch                  |
| 344146 | 2000 NP11              | 10 de juliol de 2000   | Anderson Mesa        | LONEOS                      |
| 344147 | 2000 PK8               | 3 d'agost de 2000      | Socorro              | LINEAR                      |
| 344148 | 2000 QD43              | 24 d'agost de 2000     | Socorro              | LINEAR                      |
| 344149 | 2000 QH148             | 27 d'agost de 2000     | Kvistaberg           | Uppsala-DLR Asteroid Survey |
| 344150 | 2000 QV159             | 31 d'agost de 2000     | Socorro              | LINEAR                      |
| 344151 | 2000 SV4               | 20 de setembre de 2000 | Socorro              | LINEAR                      |
| 344152 | 2000 SS50              | 23 de setembre de 2000 | Socorro              | LINEAR                      |
| 344153 | 2000 SU56              | 24 de setembre de 2000 | Socorro              | LINEAR                      |
| 344154 | 2000 TN57              | 2 d'octubre de 2000    | Anderson Mesa        | LONEOS                      |
| 344155 | 2000 UE66              | 25 d'octubre de 2000   | Socorro              | LINEAR                      |
| 344156 | 2000 VJ43              | 1 de novembre de 2000  | Socorro              | LINEAR                      |
| 344157 | 2000 WS52              | 27 de novembre de 2000 | Kitt Peak            | Spacewatch                  |
| 344158 | 2000 WV66              | 21 de novembre de 2000 | Socorro              | LINEAR                      |
| 344159 | 2000 WY120             | 20 de novembre de 2000 | Socorro              | LINEAR                      |
| 344160 | 2000 WS155             | 30 de novembre de 2000 | Socorro              | LINEAR                      |
| 344161 | 2000 YK18              | 20 de desembre de 2000 | Socorro              | LINEAR                      |
| 344162 | 2000 YL30              | 22 de desembre de 2000 | Kitt Peak            | Spacewatch                  |
| 344163 | 2000 YZ49              | 30 de desembre de 2000 | Socorro              | LINEAR                      |
| 344164 | 2000 YF61              | 30 de desembre de 2000 | Socorro              | LINEAR                      |
| 344165 | 2000 YN87              | 30 de desembre de 2000 | Socorro              | LINEAR                      |
| 344166 | 2000 YK90              | 30 de desembre de 2000 | Socorro              | LINEAR                      |
| 344167 | 2000 YT95              | 30 de desembre de 2000 | Socorro              | LINEAR                      |
| 344168 | 2000 YU139             | 27 de desembre de 2000 | Kitt Peak            | Spacewatch                  |
| 344169 | 2001 AD1               | 1 de gener de 2001     | Kitt Peak            | Spacewatch                  |
| 344170 | 2001 AF36              | 5 de gener de 2001     | Socorro              | LINEAR                      |
| 344171 | 2001 AA47              | 15 de gener de 2001    | Socorro              | LINEAR                      |
| 344172 | 2001 AV49              | 14 de gener de 2001    | Kitt Peak            | Spacewatch                  |
| 344173 | 2001 BS24              | 20 de gener de 2001    | Socorro              | LINEAR                      |
| 344174 | 2001 BF30              | 20 de gener de 2001    | Socorro              | LINEAR                      |
| 344175 | 2001 BO30              | 20 de gener de 2001    | Socorro              | LINEAR                      |
| 344176 | 2001 BU52              | 17 de gener de 2001    | Haleakala            | NEAT                        |
| 344177 | 2001 BV53              | 18 de gener de 2001    | Socorro              | LINEAR                      |
| 344178 | 2001 CD13              | 1 de febrer de 2001    | Socorro              | LINEAR                      |
| 344179 | 2001 DX7               | 18 de febrer de 2001   | Eskridge             | Eskridge                    |
| 344180 | 2001 DP9               | 16 de febrer de 2001   | Socorro              | LINEAR                      |
| 344181 | 2001 DR15              | 16 de febrer de 2001   | Socorro              | LINEAR                      |
| 344182 | 2001 DT27              | 17 de febrer de 2001   | Socorro              | LINEAR                      |
| 344183 | 2001 DC100             | 17 de febrer de 2001   | Haleakala            | NEAT                        |
| 344184 | 2001 DT105             | 16 de febrer de 2001   | Anderson Mesa        | LONEOS                      |
| 344185 | 2001 DE106             | 20 de febrer de 2001   | Socorro              | LINEAR                      |
| 344186 | 2001 FD96              | 16 de març de 2001     | Socorro              | LINEAR                      |
| 344187 | 2001 FK202             | 21 de març de 2001     | Kitt Peak            | SKADS                       |
| 344188 | 2001 HW24              | 15 d'abril de 2001     | Socorro              | LINEAR                      |
| 344189 | 2001 HJ61              | 24 d'abril de 2001     | Kitt Peak            | Spacewatch                  |
| 344190 | 2001 JO10              | 15 de maig de 2001     | Anderson Mesa        | LONEOS                      |
| 344191 | 2001 KB18              | 20 de maig de 2001     | Ondrejov             | P. Pravec, P. Kusnirak      |
| 344192 | 2001 LX16              | 15 de juny de 2001     | Socorro              | LINEAR                      |
| 344193 | 2001 NV5               | 13 de juliol de 2001   | Palomar              | NEAT                        |
| 344194 | 2001 OZ22              | 19 de juliol de 2001   | Palomar              | NEAT                        |
| 344195 | 2001 OS28              | 18 de juliol de 2001   | Palomar              | NEAT                        |
| 344196 | 2001 OY34              | 19 de juliol de 2001   | Palomar              | NEAT                        |
| 344197 | 2001 OS94              | 13 de gener de 1999    | Kitt Peak            | Spacewatch                  |
| 344198 | 2001 PU34              | 10 d'agost de 2001     | Palomar              | NEAT                        |
| 344199 | 2001 PF41              | 11 d'agost de 2001     | Palomar              | NEAT                        |
| 344200 | 2001 QR5               | 16 d'agost de 2001     | Socorro              | LINEAR                      |

## 344201-344300
| Nom    | Designació provisional | Data de descobriment   | Lloc de descobriment | Descobridor/s            |
| ------ | ---------------------- | ---------------------- | -------------------- | ------------------------ |
| 344201 | 2001 QB107             | 22 d'agost de 2001     | Socorro              | LINEAR                   |
| 344202 | 2001 QJ111             | 30 de juliol de 2001   | Socorro              | LINEAR                   |
| 344203 | 2001 QR123             | 19 d'agost de 2001     | Socorro              | LINEAR                   |
| 344204 | 2001 QO149             | 22 d'agost de 2001     | Haleakala            | NEAT                     |
| 344205 | 2001 QY149             | 25 d'agost de 2001     | Palomar              | NEAT                     |
| 344206 | 2001 QZ154             | 23 d'agost de 2001     | Anderson Mesa        | LONEOS                   |
| 344207 | 2001 QD177             | 26 d'agost de 2001     | Kitt Peak            | Spacewatch               |
| 344208 | 2001 QC252             | 25 d'agost de 2001     | Socorro              | LINEAR                   |
| 344209 | 2001 QZ265             | 20 d'agost de 2001     | Palomar              | NEAT                     |
| 344210 | 2001 QV292             | 16 d'agost de 2001     | Palomar              | NEAT                     |
| 344211 | 2001 QE333             | 17 d'agost de 2001     | Socorro              | LINEAR                   |
| 344212 | 2001 RL9               | 8 de setembre de 2001  | Socorro              | LINEAR                   |
| 344213 | 2001 RL31              | 6 de setembre de 2001  | Palomar              | NEAT                     |
| 344214 | 2001 RH36              | 20 d'agost de 2001     | Socorro              | LINEAR                   |
| 344215 | 2001 RW42              | 6 de setembre de 2001  | Palomar              | NEAT                     |
| 344216 | 2001 RB54              | 12 de setembre de 2001 | Socorro              | LINEAR                   |
| 344217 | 2001 RJ57              | 12 de setembre de 2001 | Socorro              | LINEAR                   |
| 344218 | 2001 RK65              | 10 de setembre de 2001 | Socorro              | LINEAR                   |
| 344219 | 2001 RT69              | 10 de setembre de 2001 | Socorro              | LINEAR                   |
| 344220 | 2001 RV83              | 11 de setembre de 2001 | Anderson Mesa        | LONEOS                   |
| 344221 | 2001 RY89              | 11 de setembre de 2001 | Anderson Mesa        | LONEOS                   |
| 344222 | 2001 RK106             | 12 de setembre de 2001 | Socorro              | LINEAR                   |
| 344223 | 2001 RY106             | 12 de setembre de 2001 | Socorro              | LINEAR                   |
| 344224 | 2001 RK120             | 12 de setembre de 2001 | Socorro              | LINEAR                   |
| 344225 | 2001 RU122             | 12 de setembre de 2001 | Socorro              | LINEAR                   |
| 344226 | 2001 RE138             | 12 de setembre de 2001 | Socorro              | LINEAR                   |
| 344227 | 2001 RA146             | 8 de setembre de 2001  | Socorro              | LINEAR                   |
| 344228 | 2001 RN154             | 11 de setembre de 2001 | Anderson Mesa        | LONEOS                   |
| 344229 | 2001 SC                | 16 de setembre de 2001 | Emerald Lane         | L. Ball                  |
| 344230 | 2001 SR10              | 16 de setembre de 2001 | Socorro              | LINEAR                   |
| 344231 | 2001 SX14              | 16 de setembre de 2001 | Socorro              | LINEAR                   |
| 344232 | 2001 SO25              | 16 de setembre de 2001 | Socorro              | LINEAR                   |
| 344233 | 2001 SQ41              | 16 de setembre de 2001 | Socorro              | LINEAR                   |
| 344234 | 2001 SJ120             | 16 de setembre de 2001 | Socorro              | LINEAR                   |
| 344235 | 2001 SA124             | 16 de setembre de 2001 | Socorro              | LINEAR                   |
| 344236 | 2001 SC127             | 22 d'agost de 2001     | Kitt Peak            | Spacewatch               |
| 344237 | 2001 SG137             | 16 de setembre de 2001 | Socorro              | LINEAR                   |
| 344238 | 2001 SW138             | 16 de setembre de 2001 | Socorro              | LINEAR                   |
| 344239 | 2001 ST140             | 16 de setembre de 2001 | Socorro              | LINEAR                   |
| 344240 | 2001 SV143             | 16 de setembre de 2001 | Socorro              | LINEAR                   |
| 344241 | 2001 SQ145             | 16 de setembre de 2001 | Socorro              | LINEAR                   |
| 344242 | 2001 SA147             | 16 de setembre de 2001 | Socorro              | LINEAR                   |
| 344243 | 2001 SO147             | 17 de setembre de 2001 | Socorro              | LINEAR                   |
| 344244 | 2001 SD148             | 17 de setembre de 2001 | Socorro              | LINEAR                   |
| 344245 | 2001 SQ155             | 17 de setembre de 2001 | Socorro              | LINEAR                   |
| 344246 | 2001 SN159             | 17 de setembre de 2001 | Socorro              | LINEAR                   |
| 344247 | 2001 SL179             | 17 de setembre de 2001 | Socorro              | LINEAR                   |
| 344248 | 2001 SN202             | 19 de setembre de 2001 | Socorro              | LINEAR                   |
| 344249 | 2001 SS241             | 19 de setembre de 2001 | Socorro              | LINEAR                   |
| 344250 | 2001 SL242             | 19 de setembre de 2001 | Socorro              | LINEAR                   |
| 344251 | 2001 SV244             | 19 de setembre de 2001 | Socorro              | LINEAR                   |
| 344252 | 2001 ST247             | 19 de setembre de 2001 | Socorro              | LINEAR                   |
| 344253 | 2001 SH249             | 19 de setembre de 2001 | Socorro              | LINEAR                   |
| 344254 | 2001 SU251             | 19 de setembre de 2001 | Socorro              | LINEAR                   |
| 344255 | 2001 SQ262             | 26 d'agost de 2001     | Socorro              | LINEAR                   |
| 344256 | 2001 SR274             | 20 de setembre de 2001 | Kitt Peak            | Spacewatch               |
| 344257 | 2001 SL290             | 29 de setembre de 2001 | Palomar              | NEAT                     |
| 344258 | 2001 SE295             | 20 de setembre de 2001 | Socorro              | LINEAR                   |
| 344259 | 2001 SF303             | 12 de setembre de 2001 | Kitt Peak            | Spacewatch               |
| 344260 | 2001 SG305             | 20 de setembre de 2001 | Socorro              | LINEAR                   |
| 344261 | 2001 SK311             | 19 de setembre de 2001 | Socorro              | LINEAR                   |
| 344262 | 2001 SJ313             | 21 de setembre de 2001 | Socorro              | LINEAR                   |
| 344263 | 2001 SZ323             | 25 de setembre de 2001 | Socorro              | LINEAR                   |
| 344264 | 2001 SL329             | 19 de setembre de 2001 | Socorro              | LINEAR                   |
| 344265 | 2001 SA338             | 20 de setembre de 2001 | Socorro              | LINEAR                   |
| 344266 | 2001 SA343             | 22 de setembre de 2001 | Palomar              | NEAT                     |
| 344267 | 2001 SE349             | 21 de setembre de 2001 | Socorro              | LINEAR                   |
| 344268 | 2001 SU349             | 19 de setembre de 2001 | Anderson Mesa        | LONEOS                   |
| 344269 | 2001 SJ354             | 24 de setembre de 2001 | Palomar              | NEAT                     |
| 344270 | 2001 SZ354             | 18 de setembre de 2001 | Anderson Mesa        | LONEOS                   |
| 344271 | 2001 TE19              | 8 d'octubre de 2001    | Socorro              | LINEAR                   |
| 344272 | 2001 TR45              | 14 d'octubre de 2001   | Needville            | Needville                |
| 344273 | 2001 TD48              | 9 d'octubre de 2001    | Kitt Peak            | Spacewatch               |
| 344274 | 2001 TQ50              | 13 d'octubre de 2001   | Socorro              | LINEAR                   |
| 344275 | 2001 TF62              | 13 d'octubre de 2001   | Socorro              | LINEAR                   |
| 344276 | 2001 TD146             | 10 d'octubre de 2001   | Palomar              | NEAT                     |
| 344277 | 2001 TX151             | 10 d'octubre de 2001   | Palomar              | NEAT                     |
| 344278 | 2001 TM153             | 16 de setembre de 2001 | Socorro              | LINEAR                   |
| 344279 | 2001 TO167             | 15 d'octubre de 2001   | Socorro              | LINEAR                   |
| 344280 | 2001 TV174             | 15 d'octubre de 2001   | Socorro              | LINEAR                   |
| 344281 | 2001 TY175             | 14 d'octubre de 2001   | Socorro              | LINEAR                   |
| 344282 | 2001 TV176             | 14 d'octubre de 2001   | Socorro              | LINEAR                   |
| 344283 | 2001 TZ179             | 7 d'octubre de 2001    | Palomar              | NEAT                     |
| 344284 | 2001 TL192             | 14 d'octubre de 2001   | Socorro              | LINEAR                   |
| 344285 | 2001 TM199             | 11 d'octubre de 2001   | Socorro              | LINEAR                   |
| 344286 | 2001 TG215             | 22 de setembre de 2001 | Anderson Mesa        | LONEOS                   |
| 344287 | 2001 TD226             | 14 d'octubre de 2001   | Palomar              | NEAT                     |
| 344288 | 2001 TZ251             | 14 d'octubre de 2001   | Apache Point         | Sloan Digital Sky Survey |
| 344289 | 2001 TX254             | 14 d'octubre de 2001   | Apache Point         | Sloan Digital Sky Survey |
| 344290 | 2001 TV256             | 15 d'octubre de 2001   | Palomar              | NEAT                     |
| 344291 | 2001 UQ4               | 21 d'octubre de 2001   | Emerald Lane         | L. Ball                  |
| 344292 | 2001 UK12              | 24 d'octubre de 2001   | Desert Eagle         | W. K. Y. Yeung           |
| 344293 | 2001 US23              | 18 d'octubre de 2001   | Socorro              | LINEAR                   |
| 344294 | 2001 UQ37              | 17 d'octubre de 2001   | Socorro              | LINEAR                   |
| 344295 | 2001 UE54              | 18 d'octubre de 2001   | Socorro              | LINEAR                   |
| 344296 | 2001 UH58              | 11 d'octubre de 2001   | Palomar              | NEAT                     |
| 344297 | 2001 UV61              | 17 d'octubre de 2001   | Socorro              | LINEAR                   |
| 344298 | 2001 UX65              | 18 d'octubre de 2001   | Socorro              | LINEAR                   |
| 344299 | 2001 UB77              | 17 d'octubre de 2001   | Socorro              | LINEAR                   |
| 344300 | 2001 US86              | 18 d'octubre de 2001   | Kitt Peak            | Spacewatch               |

## 344301-344400
| Nom    | Designació provisional | Data de descobriment   | Lloc de descobriment | Descobridor/s              |
| ------ | ---------------------- | ---------------------- | -------------------- | -------------------------- |
| 344301 | 2001 UM87              | 21 d'octubre de 2001   | Kitt Peak            | Spacewatch                 |
| 344302 | 2001 UA103             | 20 d'octubre de 2001   | Socorro              | LINEAR                     |
| 344303 | 2001 UN111             | 21 d'octubre de 2001   | Socorro              | LINEAR                     |
| 344304 | 2001 UR114             | 22 d'octubre de 2001   | Socorro              | LINEAR                     |
| 344305 | 2001 UZ129             | 20 d'octubre de 2001   | Socorro              | LINEAR                     |
| 344306 | 2001 UR130             | 18 d'octubre de 2001   | Palomar              | NEAT                       |
| 344307 | 2001 UU130             | 20 d'octubre de 2001   | Socorro              | LINEAR                     |
| 344308 | 2001 UO135             | 22 d'octubre de 2001   | Socorro              | LINEAR                     |
| 344309 | 2001 UX144             | 23 d'octubre de 2001   | Socorro              | LINEAR                     |
| 344310 | 2001 UL146             | 23 d'octubre de 2001   | Socorro              | LINEAR                     |
| 344311 | 2001 UZ159             | 23 d'octubre de 2001   | Socorro              | LINEAR                     |
| 344312 | 2001 UR170             | 21 d'octubre de 2001   | Socorro              | LINEAR                     |
| 344313 | 2001 UJ177             | 11 d'octubre de 2001   | Palomar              | NEAT                       |
| 344314 | 2001 UO194             | 18 d'octubre de 2001   | Palomar              | NEAT                       |
| 344315 | 2001 UL199             | 14 d'octubre de 2001   | Socorro              | LINEAR                     |
| 344316 | 2001 UD201             | 19 d'octubre de 2001   | Palomar              | NEAT                       |
| 344317 | 2001 UK202             | 19 d'octubre de 2001   | Palomar              | NEAT                       |
| 344318 | 2001 US205             | 19 d'octubre de 2001   | Palomar              | NEAT                       |
| 344319 | 2001 UY206             | 20 d'octubre de 2001   | Socorro              | LINEAR                     |
| 344320 | 2001 UC215             | 23 d'octubre de 2001   | Socorro              | LINEAR                     |
| 344321 | 2001 UF221             | 23 d'octubre de 2001   | Socorro              | LINEAR                     |
| 344322 | 2001 US222             | 23 d'octubre de 2001   | Kitt Peak            | Spacewatch                 |
| 344323 | 2001 UT224             | 25 d'octubre de 2001   | Socorro              | LINEAR                     |
| 344324 | 2001 UE225             | 25 d'octubre de 2001   | Socorro              | LINEAR                     |
| 344325 | 2001 VU8               | 9 de novembre de 2001  | Socorro              | LINEAR                     |
| 344326 | 2001 VX13              | 10 de novembre de 2001 | Socorro              | LINEAR                     |
| 344327 | 2001 VR38              | 9 de novembre de 2001  | Socorro              | LINEAR                     |
| 344328 | 2001 VZ39              | 9 de novembre de 2001  | Socorro              | LINEAR                     |
| 344329 | 2001 VZ41              | 9 de novembre de 2001  | Socorro              | LINEAR                     |
| 344330 | 2001 VW72              | 12 de novembre de 2001 | Kitt Peak            | Spacewatch                 |
| 344331 | 2001 VY72              | 12 de novembre de 2001 | Kitt Peak            | Spacewatch                 |
| 344332 | 2001 VL75              | 12 de novembre de 2001 | Socorro              | LINEAR                     |
| 344333 | 2001 VE89              | 12 de novembre de 2001 | Socorro              | LINEAR                     |
| 344334 | 2001 VW92              | 15 de novembre de 2001 | Socorro              | LINEAR                     |
| 344335 | 2001 VC96              | 15 de novembre de 2001 | Socorro              | LINEAR                     |
| 344336 | 2001 VP98              | 15 de novembre de 2001 | Socorro              | LINEAR                     |
| 344337 | 2001 VB104             | 12 de novembre de 2001 | Socorro              | LINEAR                     |
| 344338 | 2001 VG114             | 12 de novembre de 2001 | Socorro              | LINEAR                     |
| 344339 | 2001 VH127             | 11 de novembre de 2001 | Apache Point         | Sloan Digital Sky Survey   |
| 344340 | 2001 VG132             | 12 de novembre de 2001 | Apache Point         | Sloan Digital Sky Survey   |
| 344341 | 2001 WR8               | 17 de novembre de 2001 | Socorro              | LINEAR                     |
| 344342 | 2001 WZ15              | 26 de novembre de 2001 | Socorro              | LINEAR                     |
| 344343 | 2001 WY25              | 17 de novembre de 2001 | Socorro              | LINEAR                     |
| 344344 | 2001 WB26              | 17 de novembre de 2001 | Socorro              | LINEAR                     |
| 344345 | 2001 WL32              | 17 de novembre de 2001 | Socorro              | LINEAR                     |
| 344346 | 2001 WX33              | 17 de novembre de 2001 | Socorro              | LINEAR                     |
| 344347 | 2001 WZ34              | 17 de novembre de 2001 | Socorro              | LINEAR                     |
| 344348 | 2001 WS48              | 19 de novembre de 2001 | Anderson Mesa        | LONEOS                     |
| 344349 | 2001 WX54              | 19 de novembre de 2001 | Socorro              | LINEAR                     |
| 344350 | 2001 WQ56              | 19 d'octubre de 2001   | Palomar              | NEAT                       |
| 344351 | 2001 WV62              | 19 de novembre de 2001 | Socorro              | LINEAR                     |
| 344352 | 2001 WS68              | 20 de novembre de 2001 | Socorro              | LINEAR                     |
| 344353 | 2001 WN74              | 13 d'octubre de 2001   | Kitt Peak            | Spacewatch                 |
| 344354 | 2001 WP75              | 20 de novembre de 2001 | Socorro              | LINEAR                     |
| 344355 | 2001 WK81              | 20 de novembre de 2001 | Socorro              | LINEAR                     |
| 344356 | 2001 WV84              | 20 de novembre de 2001 | Socorro              | LINEAR                     |
| 344357 | 2001 WP90              | 21 de novembre de 2001 | Socorro              | LINEAR                     |
| 344358 | 2001 XD20              | 9 de desembre de 2001  | Socorro              | LINEAR                     |
| 344359 | 2001 XH32              | 7 de desembre de 2001  | Kitt Peak            | Spacewatch                 |
| 344360 | 2001 XX32              | 10 de desembre de 2001 | Kitt Peak            | Spacewatch                 |
| 344361 | 2001 XC36              | 9 de desembre de 2001  | Socorro              | LINEAR                     |
| 344362 | 2001 XQ76              | 11 de desembre de 2001 | Socorro              | LINEAR                     |
| 344363 | 2001 XZ94              | 10 de desembre de 2001 | Socorro              | LINEAR                     |
| 344364 | 2001 XX96              | 10 de desembre de 2001 | Socorro              | LINEAR                     |
| 344365 | 2001 XL110             | 11 de desembre de 2001 | Socorro              | LINEAR                     |
| 344366 | 2001 XE120             | 10 d'octubre de 2001   | Palomar              | NEAT                       |
| 344367 | 2001 XZ123             | 14 de desembre de 2001 | Socorro              | LINEAR                     |
| 344368 | 2001 XF125             | 14 de desembre de 2001 | Socorro              | LINEAR                     |
| 344369 | 2001 XN129             | 14 de desembre de 2001 | Socorro              | LINEAR                     |
| 344370 | 2001 XT137             | 14 de desembre de 2001 | Socorro              | LINEAR                     |
| 344371 | 2001 XP143             | 14 de desembre de 2001 | Socorro              | LINEAR                     |
| 344372 | 2001 XZ143             | 14 de desembre de 2001 | Socorro              | LINEAR                     |
| 344373 | 2001 XU149             | 14 de desembre de 2001 | Socorro              | LINEAR                     |
| 344374 | 2001 XO154             | 14 de desembre de 2001 | Socorro              | LINEAR                     |
| 344375 | 2001 XQ169             | 14 de desembre de 2001 | Socorro              | LINEAR                     |
| 344376 | 2001 XJ201             | 13 de desembre de 2001 | Bergisch Gladbac     | W. Bickel                  |
| 344377 | 2001 XD203             | 11 de desembre de 2001 | Socorro              | LINEAR                     |
| 344378 | 2001 XK203             | 11 de desembre de 2001 | Socorro              | LINEAR                     |
| 344379 | 2001 XD212             | 11 de desembre de 2001 | Socorro              | LINEAR                     |
| 344380 | 2001 XO214             | 11 de desembre de 2001 | Socorro              | LINEAR                     |
| 344381 | 2001 XQ216             | 14 de desembre de 2001 | Socorro              | LINEAR                     |
| 344382 | 2001 XX217             | 15 de desembre de 2001 | Socorro              | LINEAR                     |
| 344383 | 2001 XH224             | 15 de desembre de 2001 | Socorro              | LINEAR                     |
| 344384 | 2001 XT231             | 15 de desembre de 2001 | Socorro              | LINEAR                     |
| 344385 | 2001 XW232             | 15 de desembre de 2001 | Socorro              | LINEAR                     |
| 344386 | 2001 XM233             | 15 de desembre de 2001 | Socorro              | LINEAR                     |
| 344387 | 2001 XN248             | 14 de desembre de 2001 | Kitt Peak            | Spacewatch                 |
| 344388 | 2001 XF258             | 8 de desembre de 2001  | Anderson Mesa        | LONEOS                     |
| 344389 | 2001 XQ260             | 10 de desembre de 2001 | Kitt Peak            | Spacewatch                 |
| 344390 | 2001 XG267             | 9 de desembre de 2001  | Socorro              | LINEAR                     |
| 344391 | 2001 YQ37              | 18 de desembre de 2001 | Socorro              | LINEAR                     |
| 344392 | 2001 YG44              | 18 de desembre de 2001 | Socorro              | LINEAR                     |
| 344393 | 2001 YV77              | 18 de desembre de 2001 | Socorro              | LINEAR                     |
| 344394 | 2001 YM80              | 18 de desembre de 2001 | Socorro              | LINEAR                     |
| 344395 | 2001 YT87              | 18 de desembre de 2001 | Socorro              | LINEAR                     |
| 344396 | 2001 YS124             | 17 de desembre de 2001 | Socorro              | LINEAR                     |
| 344397 | 2001 YM129             | 17 de desembre de 2001 | Socorro              | LINEAR                     |
| 344398 | 2001 YU144             | 17 de desembre de 2001 | Socorro              | LINEAR                     |
| 344399 | 2002 AH4               | 8 de gener de 2002     | Socorro              | LINEAR                     |
| 344400 | 2002 AA7               | 9 de gener de 2002     | Cima Ekar            | Asiago-DLR Asteroid Survey |

## 344401-344500
| Nom    | Designació provisional | Data de descobriment   | Lloc de descobriment | Descobridor/s                        |
| ------ | ---------------------- | ---------------------- | -------------------- | ------------------------------------ |
| 344401 | 2002 AJ22              | 9 de gener de 2002     | Kitt Peak            | Spacewatch                           |
| 344402 | 2002 AS25              | 8 de gener de 2002     | Palomar              | NEAT                                 |
| 344403 | 2002 AN33              | 7 de gener de 2002     | Kitt Peak            | Spacewatch                           |
| 344404 | 2002 AG44              | 9 de gener de 2002     | Socorro              | LINEAR                               |
| 344405 | 2002 AQ88              | 9 de gener de 2002     | Socorro              | LINEAR                               |
| 344406 | 2002 AS107             | 9 de gener de 2002     | Socorro              | LINEAR                               |
| 344407 | 2002 AN127             | 13 de gener de 2002    | Socorro              | LINEAR                               |
| 344408 | 2002 AU137             | 9 de gener de 2002     | Socorro              | LINEAR                               |
| 344409 | 2002 AB148             | 13 de gener de 2002    | Palomar              | NEAT                                 |
| 344410 | 2002 AD148             | 13 de gener de 2002    | Palomar              | NEAT                                 |
| 344411 | 2002 AP163             | 13 de gener de 2002    | Socorro              | LINEAR                               |
| 344412 | 2002 AP171             | 14 de gener de 2002    | Socorro              | LINEAR                               |
| 344413 | 2002 BC                | 18 de gener de 2002    | Schiaparelli         | Schiaparelli                         |
| 344414 | 2002 BF14              | 19 de gener de 2002    | Socorro              | LINEAR                               |
| 344415 | 2002 BO28              | 19 de gener de 2002    | Anderson Mesa        | LONEOS                               |
| 344416 | 2002 BV30              | 26 de gener de 2002    | Socorro              | LINEAR                               |
| 344417 | 2002 CK17              | 6 de febrer de 2002    | Socorro              | LINEAR                               |
| 344418 | 2002 CY35              | 7 de febrer de 2002    | Socorro              | LINEAR                               |
| 344419 | 2002 CU37              | 7 de febrer de 2002    | Socorro              | LINEAR                               |
| 344420 | 2002 CG68              | 7 de febrer de 2002    | Socorro              | LINEAR                               |
| 344421 | 2002 CL182             | 10 de febrer de 2002   | Socorro              | LINEAR                               |
| 344422 | 2002 CK201             | 10 de febrer de 2002   | Socorro              | LINEAR                               |
| 344423 | 2002 CK207             | 10 de febrer de 2002   | Socorro              | LINEAR                               |
| 344424 | 2002 CO233             | 11 de febrer de 2002   | Socorro              | LINEAR                               |
| 344425 | 2002 CC234             | 12 de febrer de 2002   | Palomar              | NEAT                                 |
| 344426 | 2002 CF258             | 6 de febrer de 2002    | Palomar              | NEAT                                 |
| 344427 | 2002 CS275             | 9 de febrer de 2002    | Kitt Peak            | Spacewatch                           |
| 344428 | 2002 DD                | 16 de febrer de 2002   | Ondrejov             | P. Pravec, P. Kusnirak               |
| 344429 | 2002 EP43              | 12 de març de 2002     | Socorro              | LINEAR                               |
| 344430 | 2002 ES100             | 5 de març de 2002      | Haleakala            | NEAT                                 |
| 344431 | 2002 EA114             | 10 de març de 2002     | Kitt Peak            | Spacewatch                           |
| 344432 | 2002 EZ115             | 10 de març de 2002     | Haleakala            | NEAT                                 |
| 344433 | 2002 EL157             | 13 de març de 2002     | Palomar              | NEAT                                 |
| 344434 | 2002 FJ37              | 31 de març de 2002     | Palomar              | NEAT                                 |
| 344435 | 2002 FD38              | 30 de març de 2002     | Palomar              | NEAT                                 |
| 344436 | 2002 GE12              | 15 d'abril de 2002     | Desert Eagle         | W. K. Y. Yeung                       |
| 344437 | 2002 GF87              | 10 d'abril de 2002     | Socorro              | LINEAR                               |
| 344438 | 2002 GR114             | 11 d'abril de 2002     | Socorro              | LINEAR                               |
| 344439 | 2002 GY116             | 11 d'abril de 2002     | Socorro              | LINEAR                               |
| 344440 | 2002 GU126             | 12 d'abril de 2002     | Palomar              | NEAT                                 |
| 344441 | 2002 GN170             | 9 d'abril de 2002      | Socorro              | LINEAR                               |
| 344442 | 2002 GX181             | 2 d'abril de 2002      | Kitt Peak            | Spacewatch                           |
| 344443 | 2002 GL189             | 8 d'abril de 2002      | Palomar              | NEAT                                 |
| 344444 | 2002 HM3               | 16 d'abril de 2002     | Socorro              | LINEAR                               |
| 344445 | 2002 HQ7               | 19 d'abril de 2002     | Kitt Peak            | Spacewatch                           |
| 344446 | 2002 JO54              | 9 de maig de 2002      | Socorro              | LINEAR                               |
| 344447 | 2002 JU78              | 11 de maig de 2002     | Socorro              | LINEAR                               |
| 344448 | 2002 JO95              | 11 de maig de 2002     | Socorro              | LINEAR                               |
| 344449 | 2002 JB106             | 13 de maig de 2002     | Socorro              | LINEAR                               |
| 344450 | 2002 JJ120             | 5 de maig de 2002      | Palomar              | NEAT                                 |
| 344451 | 2002 JM123             | 6 de maig de 2002      | Palomar              | NEAT                                 |
| 344452 | 2002 KF13              | 18 de maig de 2002     | Palomar              | NEAT                                 |
| 344453 | 2002 LE29              | 9 de juny de 2002      | Socorro              | LINEAR                               |
| 344454 | 2002 LL42              | 10 de juny de 2002     | Socorro              | LINEAR                               |
| 344455 | 2002 LE47              | 15 de juny de 2002     | Emerald Lane         | L. Ball                              |
| 344456 | 2002 LZ51              | 9 de juny de 2002      | Socorro              | LINEAR                               |
| 344457 | 2002 MX3               | 24 de juny de 2002     | Palomar              | NEAT                                 |
| 344458 | 2002 MT6               | 25 d'abril de 2006     | Mount Lemmon         | Mt. Lemmon Survey                    |
| 344459 | 2002 MW6               | 14 de gener de 2008    | Kitt Peak            | Spacewatch                           |
| 344460 | 2002 NH20              | 9 de juliol de 2002    | Socorro              | LINEAR                               |
| 344461 | 2002 NK56              | 11 de juliol de 2002   | Campo Imperatore     | CINEOS                               |
| 344462 | 2002 ND63              | 9 de juliol de 2002    | Palomar              | NEAT                                 |
| 344463 | 2002 NX65              | 9 de juliol de 2002    | Palomar              | NEAT                                 |
| 344464 | 2002 NK76              | 30 de novembre de 2003 | Kitt Peak            | Spacewatch                           |
| 344465 | 2002 NB79              | 8 de maig de 2006      | Mount Lemmon         | Mt. Lemmon Survey                    |
| 344466 | 2002 OF7               | 20 de juliol de 2002   | Palomar              | NEAT                                 |
| 344467 | 2002 OK7               | 20 de juliol de 2002   | Palomar              | NEAT                                 |
| 344468 | 2002 OT36              | 26 d'abril de 2006     | Mount Lemmon         | Mt. Lemmon Survey                    |
| 344469 | 2002 OA37              | 27 d'octubre de 2008   | Kitt Peak            | Spacewatch                           |
| 344470 | 2002 PQ4               | 4 d'agost de 2002      | Palomar              | NEAT                                 |
| 344471 | 2002 PN59              | 10 d'agost de 2002     | Socorro              | LINEAR                               |
| 344472 | 2002 PR93              | 11 d'agost de 2002     | Haleakala            | NEAT                                 |
| 344473 | 2002 PM109             | 13 d'agost de 2002     | Socorro              | LINEAR                               |
| 344474 | 2002 PN113             | 15 d'agost de 2002     | Socorro              | LINEAR                               |
| 344475 | 2002 PG118             | 21 de juliol de 2002   | Palomar              | NEAT                                 |
| 344476 | 2002 PX143             | 9 d'agost de 2002      | Cerro Tololo         | M. W. Buie                           |
| 344477 | 2002 PB160             | 8 d'agost de 2002      | Palomar              | S. F. Hoenig                         |
| 344478 | 2002 PY165             | 8 d'agost de 2002      | Palomar              | A. Lowe                              |
| 344479 | 2002 PR168             | 8 d'agost de 2002      | Palomar              | NEAT                                 |
| 344480 | 2002 PE170             | 8 d'agost de 2002      | Palomar              | NEAT                                 |
| 344481 | 2002 PH177             | 11 d'agost de 2002     | Palomar              | NEAT                                 |
| 344482 | 2002 PN184             | 15 d'agost de 2002     | Palomar              | NEAT                                 |
| 344483 | 2002 PM197             | 30 de març de 2011     | Mount Lemmon         | Mt. Lemmon Survey                    |
| 344484 | 2002 PP197             | 11 de març de 2005     | Mount Lemmon         | Mt. Lemmon Survey                    |
| 344485 | 2002 PW197             | 21 de desembre de 2008 | Kitt Peak            | Spacewatch                           |
| 344486 | 2002 QU16              | 27 d'agost de 2002     | Palomar              | NEAT                                 |
| 344487 | 2002 QR48              | 18 d'agost de 2002     | Palomar              | S. F. Hoenig                         |
| 344488 | 2002 QO68              | 18 d'agost de 2002     | Palomar              | NEAT                                 |
| 344489 | 2002 QP71              | 18 d'agost de 2002     | Palomar              | NEAT                                 |
| 344490 | 2002 QZ76              | 10 de febrer de 2007   | Mount Lemmon         | Mt. Lemmon Survey                    |
| 344491 | 2002 QU79              | 20 d'agost de 2002     | Xinglong             | Beijing Schmidt CCD Asteroid Program |
| 344492 | 2002 QU84              | 30 d'agost de 2002     | Palomar              | NEAT                                 |
| 344493 | 2002 QJ85              | 17 d'agost de 2002     | Palomar              | NEAT                                 |
| 344494 | 2002 QQ94              | 17 d'agost de 2002     | Haleakala            | NEAT                                 |
| 344495 | 2002 QF102             | 18 d'agost de 2002     | Palomar              | NEAT                                 |
| 344496 | 2002 QW105             | 29 d'agost de 2002     | Palomar              | NEAT                                 |
| 344497 | 2002 QL113             | 27 d'agost de 2002     | Palomar              | NEAT                                 |
| 344498 | 2002 QX114             | 28 d'agost de 2002     | Palomar              | NEAT                                 |
| 344499 | 2002 QF115             | 18 d'agost de 2002     | Palomar              | NEAT                                 |
| 344500 | 2002 QH121             | 16 d'agost de 2002     | Palomar              | NEAT                                 |

## 344501-344600
| Nom              | Designació provisional | Data de descobriment   | Lloc de descobriment | Descobridor/s            |
| ---------------- | ---------------------- | ---------------------- | -------------------- | ------------------------ |
| 344501           | 2002 QN132             | 16 d'agost de 2002     | Palomar              | NEAT                     |
| 344502           | 2002 QW139             | 12 de setembre de 2007 | Anderson Mesa        | LONEOS                   |
| 344503           | 2002 QS141             | 21 de juliol de 2007   | Charleston           | Charleston               |
| 344504           | 2002 QG144             | 10 de setembre de 2007 | Kitt Peak            | Spacewatch               |
| 344505           | 2002 QJ149             | 1 de desembre de 2003  | Kitt Peak            | Spacewatch               |
| 344506           | 2002 QN152             | 9 d'octubre de 1999    | Socorro              | LINEAR                   |
| 344507           | 2002 RZ10              | 4 de setembre de 2002  | Palomar              | NEAT                     |
| 344508           | 2002 RQ78              | 5 de setembre de 2002  | Socorro              | LINEAR                   |
| 344509           | 2002 RL80              | 5 de setembre de 2002  | Socorro              | LINEAR                   |
| 344510           | 2002 RT82              | 5 de setembre de 2002  | Socorro              | LINEAR                   |
| 344511           | 2002 RG85              | 5 de setembre de 2002  | Socorro              | LINEAR                   |
| 344512           | 2002 RM128             | 10 de setembre de 2002 | Palomar              | NEAT                     |
| 344513           | 2002 RE140             | 10 de setembre de 2002 | Palomar              | NEAT                     |
| 344514           | 2002 RQ224             | 13 de setembre de 2002 | Anderson Mesa        | LONEOS                   |
| 344515           | 2002 RA242             | 14 de setembre de 2002 | Palomar              | R. Matson                |
| 344516           | 2002 RW248             | 14 de setembre de 2002 | Palomar              | NEAT                     |
| 344517           | 2002 RX269             | 1 de setembre de 2002  | Palomar              | NEAT                     |
| 344518           | 2002 RU277             | 4 de setembre de 2002  | Palomar              | NEAT                     |
| 344519           | 2002 RH293             | 9 de setembre de 2007  | Mount Lemmon         | Mt. Lemmon Survey        |
| 344520           | 2002 SF2               | 26 de setembre de 2002 | Palomar              | NEAT                     |
| 344521           | 2002 SY10              | 27 de setembre de 2002 | Palomar              | NEAT                     |
| 344522           | 2002 SB20              | 26 de setembre de 2002 | Palomar              | NEAT                     |
| 344523           | 2002 SB41              | 30 de setembre de 2002 | Haleakala            | NEAT                     |
| 344524           | 2002 TK6               | 1 d'octubre de 2002    | Anderson Mesa        | LONEOS                   |
| 344525           | 2002 TJ92              | 28 de setembre de 2002 | Palomar              | NEAT                     |
| 344526           | 2002 TD110             | 2 d'octubre de 2002    | Haleakala            | NEAT                     |
| 344527           | 2002 TZ135             | 4 d'octubre de 2002    | Anderson Mesa        | LONEOS                   |
| 344528           | 2002 TK149             | 5 d'octubre de 2002    | Palomar              | NEAT                     |
| 344529           | 2002 TG159             | 5 d'octubre de 2002    | Palomar              | NEAT                     |
| 344530           | 2002 TZ163             | 5 d'octubre de 2002    | Palomar              | NEAT                     |
| 344531           | 2002 TE231             | 8 d'octubre de 2002    | Palomar              | NEAT                     |
| 344532           | 2002 TH237             | 6 d'octubre de 2002    | Socorro              | LINEAR                   |
| 344533           | 2002 TJ245             | 7 d'octubre de 2002    | Haleakala            | NEAT                     |
| 344534           | 2002 TJ313             | 4 d'octubre de 2002    | Apache Point         | Sloan Digital Sky Survey |
| 344535           | 2002 TD329             | 5 d'octubre de 2002    | Apache Point         | Sloan Digital Sky Survey |
| 344536           | 2002 TV332             | 5 d'octubre de 2002    | Apache Point         | Sloan Digital Sky Survey |
| 344537           | 2002 TZ374             | 5 d'octubre de 2002    | Palomar              | NEAT                     |
| 344538           | 2002 TV377             | 4 d'octubre de 2002    | Palomar              | NEAT                     |
| 344539           | 2002 TN385             | 15 d'octubre de 2002   | Palomar              | NEAT                     |
| 344540           | 2002 TS385             | 15 d'octubre de 2002   | Palomar              | NEAT                     |
| 344541           | 2002 UW51              | 29 d'octubre de 2002   | Apache Point         | Sloan Digital Sky Survey |
| 344542           | 2002 VU10              | 1 de novembre de 2002  | Palomar              | NEAT                     |
| 344543           | 2002 VA18              | 2 de novembre de 2002  | Haleakala            | NEAT                     |
| 344544           | 2002 VP54              | 6 de novembre de 2002  | Anderson Mesa        | LONEOS                   |
| 344545           | 2002 VJ74              | 7 de novembre de 2002  | Socorro              | LINEAR                   |
| 344546           | 2002 VK78              | 7 de novembre de 2002  | Socorro              | LINEAR                   |
| 344547           | 2002 VM86              | 8 de novembre de 2002  | Socorro              | LINEAR                   |
| 344548           | 2002 VK95              | 11 de novembre de 2002 | Socorro              | LINEAR                   |
| 344549           | 2002 VJ98              | 12 de novembre de 2002 | Socorro              | LINEAR                   |
| 344550           | 2002 VP104             | 12 de novembre de 2002 | Socorro              | LINEAR                   |
| 344551           | 2002 VJ122             | 13 de novembre de 2002 | Palomar              | NEAT                     |
| 344552           | 2002 VM139             | 1 de novembre de 2002  | Palomar              | NEAT                     |
| 344553           | 2002 VS147             | 15 de desembre de 2009 | Mount Lemmon         | Mt. Lemmon Survey        |
| 344554           | 2002 WG19              | 25 de novembre de 2002 | Palomar              | S. F. Hoenig             |
| 344555           | 2002 WN22              | 27 de desembre de 2006 | Mount Lemmon         | Mt. Lemmon Survey        |
| 344556           | 2002 WF25              | 25 de novembre de 2002 | Palomar              | NEAT                     |
| 344557           | 2002 WU31              | 31 de juliol de 2005   | Palomar              | NEAT                     |
| 344558           | 2002 XQ13              | 3 de desembre de 2002  | Palomar              | NEAT                     |
| 344559           | 2002 XF16              | 3 de desembre de 2002  | Palomar              | NEAT                     |
| 344560           | 2002 XK31              | 6 de desembre de 2002  | Socorro              | LINEAR                   |
| 344561           | 2002 XA32              | 6 de desembre de 2002  | Socorro              | LINEAR                   |
| 344562           | 2002 XZ33              | 5 de desembre de 2002  | Socorro              | LINEAR                   |
| 344563           | 2002 XS35              | 7 de desembre de 2002  | Desert Eagle         | W. K. Y. Yeung           |
| 344564           | 2002 XX40              | 6 de desembre de 2002  | Socorro              | LINEAR                   |
| 344565           | 2002 XT41              | 6 de desembre de 2002  | Socorro              | LINEAR                   |
| 344566           | 2002 XY42              | 9 de desembre de 2002  | Kitt Peak            | Spacewatch               |
| 344567           | 2002 XB46              | 10 de desembre de 2002 | Socorro              | LINEAR                   |
| 344568           | 2002 XX50              | 5 de desembre de 2002  | Socorro              | LINEAR                   |
| 344569           | 2002 XL116             | 11 de desembre de 2002 | Apache Point         | Sloan Digital Sky Survey |
| 344570           | 2002 XD119             | 11 de desembre de 2002 | Palomar              | NEAT                     |
| 344571           | 2002 XP119             | 10 de desembre de 2002 | Palomar              | NEAT                     |
| 344572           | 2003 AM15              | 4 de gener de 2003     | Nashville            | R. Clingan               |
| 344573           | 2003 AV16              | 5 de gener de 2003     | Tebbutt              | F. B. Zoltowski          |
| 344574           | 2003 AG42              | 7 de gener de 2003     | Socorro              | LINEAR                   |
| 344575           | 2003 AE51              | 31 de desembre de 2002 | Socorro              | LINEAR                   |
| 344576           | 2003 AA66              | 7 de gener de 2003     | Socorro              | LINEAR                   |
| 344577           | 2003 AA71              | 10 de gener de 2003    | Kitt Peak            | Spacewatch               |
| 344578           | 2003 AT72              | 11 de gener de 2003    | Socorro              | LINEAR                   |
| 344579           | 2003 AE78              | 10 de gener de 2003    | Socorro              | LINEAR                   |
| 344580           | 2003 AR84              | 10 de gener de 2003    | Socorro              | LINEAR                   |
| 344581 Albisetti | 2003 BG1               | 24 de gener de 2003    | Sormano              | Sormano                  |
| 344582           | 2003 BE7               | 25 de gener de 2003    | Anderson Mesa        | LONEOS                   |
| 344583           | 2003 BS66              | 30 de gener de 2003    | Anderson Mesa        | LONEOS                   |
| 344584           | 2003 BZ68              | 29 de gener de 2003    | Palomar              | NEAT                     |
| 344585           | 2003 BG70              | 30 de gener de 2003    | Socorro              | LINEAR                   |
| 344586           | 2003 BB71              | 31 de gener de 2003    | Kitt Peak            | Spacewatch               |
| 344587           | 2003 BF76              | 29 de gener de 2003    | Palomar              | NEAT                     |
| 344588           | 2003 BN81              | 31 de gener de 2003    | Socorro              | LINEAR                   |
| 344589           | 2003 BR81              | 31 de gener de 2003    | Socorro              | LINEAR                   |
| 344590           | 2003 BR87              | 27 de gener de 2003    | Anderson Mesa        | LONEOS                   |
| 344591           | 2003 BC93              | 26 de gener de 2003    | Palomar              | NEAT                     |
| 344592           | 2003 BU93              | 17 de gener de 2003    | Palomar              | NEAT                     |
| 344593           | 2003 CF5               | 28 de setembre de 2001 | Palomar              | NEAT                     |
| 344594           | 2003 CJ7               | 1 de febrer de 2003    | Socorro              | LINEAR                   |
| 344595           | 2003 CN11              | 5 de febrer de 2003    | Wrightwood           | J. W. Young              |
| 344596           | 2003 CP24              | 3 de febrer de 2003    | Palomar              | NEAT                     |
| 344597           | 2003 DW3               | 22 de febrer de 2003   | Palomar              | NEAT                     |
| 344598           | 2003 DB10              | 23 de febrer de 2003   | Socorro              | LINEAR                   |
| 344599           | 2003 DM23              | 25 de febrer de 2003   | Haleakala            | NEAT                     |
| 344600           | 2003 DW23              | 21 de febrer de 2003   | Palomar              | NEAT                     |

## 344601-344700
| Nom    | Designació provisional | Data de descobriment   | Lloc de descobriment | Descobridor/s            |
| ------ | ---------------------- | ---------------------- | -------------------- | ------------------------ |
| 344601 | 2003 EJ14              | 7 de març de 2003      | Palomar              | NEAT                     |
| 344602 | 2003 EK14              | 7 de març de 2003      | Palomar              | NEAT                     |
| 344603 | 2003 ER16              | 9 de març de 2003      | Palomar              | NEAT                     |
| 344604 | 2003 EA19              | 6 de març de 2003      | Anderson Mesa        | LONEOS                   |
| 344605 | 2003 EU20              | 6 de març de 2003      | Anderson Mesa        | LONEOS                   |
| 344606 | 2003 EM30              | 6 de març de 2003      | Palomar              | NEAT                     |
| 344607 | 2003 EE32              | 7 de març de 2003      | Socorro              | LINEAR                   |
| 344608 | 2003 EB34              | 7 de març de 2003      | Kitt Peak            | Spacewatch               |
| 344609 | 2003 EM50              | 9 de març de 2003      | Kitt Peak            | Spacewatch               |
| 344610 | 2003 EH53              | 8 de març de 2003      | Palomar              | NEAT                     |
| 344611 | 2003 EC57              | 9 de març de 2003      | Anderson Mesa        | LONEOS                   |
| 344612 | 2003 EK60              | 11 de març de 2003     | Palomar              | NEAT                     |
| 344613 | 2003 FB1               | 23 de març de 2003     | Palomar              | NEAT                     |
| 344614 | 2003 FK4               | 24 de març de 2003     | Socorro              | LINEAR                   |
| 344615 | 2003 FY7               | 30 de març de 2003     | Socorro              | LINEAR                   |
| 344616 | 2003 FA8               | 30 de març de 2003     | Socorro              | LINEAR                   |
| 344617 | 2003 FE10              | 23 de març de 2003     | Kitt Peak            | Spacewatch               |
| 344618 | 2003 FA27              | 24 de març de 2003     | Kitt Peak            | Spacewatch               |
| 344619 | 2003 FP30              | 25 de març de 2003     | Haleakala            | NEAT                     |
| 344620 | 2003 FS39              | 24 de març de 2003     | Kitt Peak            | Spacewatch               |
| 344621 | 2003 FA45              | 24 de març de 2003     | Kitt Peak            | Spacewatch               |
| 344622 | 2003 FG58              | 26 de març de 2003     | Palomar              | NEAT                     |
| 344623 | 2003 GW19              | 5 d'abril de 2003      | Kitt Peak            | Spacewatch               |
| 344624 | 2003 HC6               | 24 d'abril de 2003     | Kitt Peak            | Spacewatch               |
| 344625 | 2003 HV34              | 26 d'abril de 2003     | Kitt Peak            | Spacewatch               |
| 344626 | 2003 HX35              | 27 d'abril de 2003     | Socorro              | LINEAR                   |
| 344627 | 2003 JL2               | 1 de maig de 2003      | Kitt Peak            | Spacewatch               |
| 344628 | 2003 JM5               | 1 de maig de 2003      | Socorro              | LINEAR                   |
| 344629 | 2003 JL18              | 1 de maig de 2003      | Kitt Peak            | Spacewatch               |
| 344630 | 2003 KD10              | 27 de maig de 2003     | Haleakala            | NEAT                     |
| 344631 | 2003 LY2               | 4 de juny de 2003      | Socorro              | LINEAR                   |
| 344632 | 2003 OW6               | 23 de juliol de 2003   | Palomar              | NEAT                     |
| 344633 | 2003 OL14              | 22 de juliol de 2003   | Palomar              | NEAT                     |
| 344634 | 2003 OW31              | 25 de juliol de 2003   | Socorro              | LINEAR                   |
| 344635 | 2003 OU32              | 22 de juliol de 2003   | Palomar              | NEAT                     |
| 344636 | 2003 PG7               | 1 d'agost de 2003      | Haleakala            | NEAT                     |
| 344637 | 2003 QE4               | 18 d'agost de 2003     | Campo Imperatore     | CINEOS                   |
| 344638 | 2003 QK9               | 20 d'agost de 2003     | Campo Imperatore     | CINEOS                   |
| 344639 | 2003 QK11              | 21 d'agost de 2003     | Haleakala            | NEAT                     |
| 344640 | 2003 QO25              | 22 d'agost de 2003     | Palomar              | NEAT                     |
| 344641 | 2003 QV29              | 23 d'agost de 2003     | Piszkesteto          | Piszkesteto              |
| 344642 | 2003 QP31              | 21 d'agost de 2003     | Haleakala            | NEAT                     |
| 344643 | 2003 QP34              | 24 de juliol de 2003   | Palomar              | NEAT                     |
| 344644 | 2003 QC54              | 23 d'agost de 2003     | Socorro              | LINEAR                   |
| 344645 | 2003 QA65              | 23 d'agost de 2003     | Palomar              | NEAT                     |
| 344646 | 2003 QN67              | 23 d'agost de 2003     | Palomar              | NEAT                     |
| 344647 | 2003 QT69              | 26 d'agost de 2003     | Klet                 | Klet                     |
| 344648 | 2003 QJ76              | 24 d'agost de 2003     | Socorro              | LINEAR                   |
| 344649 | 2003 QW101             | 29 d'agost de 2003     | Haleakala            | NEAT                     |
| 344650 | 2003 RM6               | 31 d'agost de 2003     | Haleakala            | NEAT                     |
| 344651 | 2003 RB18              | 4 de setembre de 2003  | Socorro              | LINEAR                   |
| 344652 | 2003 RA22              | 14 de setembre de 2003 | Haleakala            | NEAT                     |
| 344653 | 2003 RN26              | 3 de setembre de 2003  | Haleakala            | NEAT                     |
| 344654 | 2003 SK7               | 16 de setembre de 2003 | Kitt Peak            | Spacewatch               |
| 344655 | 2003 SE25              | 17 de setembre de 2003 | Haleakala            | NEAT                     |
| 344656 | 2003 SP37              | 16 de setembre de 2003 | Palomar              | NEAT                     |
| 344657 | 2003 SE47              | 16 de setembre de 2003 | Anderson Mesa        | LONEOS                   |
| 344658 | 2003 SH54              | 16 de setembre de 2003 | Anderson Mesa        | LONEOS                   |
| 344659 | 2003 SP65              | 18 de setembre de 2003 | Anderson Mesa        | LONEOS                   |
| 344660 | 2003 SV66              | 19 de setembre de 2003 | Campo Imperatore     | CINEOS                   |
| 344661 | 2003 SB72              | 18 de setembre de 2003 | Kitt Peak            | Spacewatch               |
| 344662 | 2003 SF73              | 18 de setembre de 2003 | Kitt Peak            | Spacewatch               |
| 344663 | 2003 SY87              | 17 de setembre de 2003 | Campo Imperatore     | CINEOS                   |
| 344664 | 2003 SJ104             | 20 de setembre de 2003 | Haleakala            | NEAT                     |
| 344665 | 2003 SH106             | 15 de setembre de 2003 | Palomar              | NEAT                     |
| 344666 | 2003 SK113             | 16 de setembre de 2003 | Kitt Peak            | Spacewatch               |
| 344667 | 2003 SA142             | 20 de setembre de 2003 | Palomar              | NEAT                     |
| 344668 | 2003 SX148             | 16 de setembre de 2003 | Kitt Peak            | Spacewatch               |
| 344669 | 2003 SN149             | 16 de setembre de 2003 | Kitt Peak            | Spacewatch               |
| 344670 | 2003 SA152             | 19 de setembre de 2003 | Anderson Mesa        | LONEOS                   |
| 344671 | 2003 SQ152             | 19 de setembre de 2003 | Anderson Mesa        | LONEOS                   |
| 344672 | 2003 ST160             | 16 de setembre de 2003 | Anderson Mesa        | LONEOS                   |
| 344673 | 2003 SG168             | 23 de setembre de 2003 | Palomar              | NEAT                     |
| 344674 | 2003 SB176             | 18 de setembre de 2003 | Palomar              | NEAT                     |
| 344675 | 2003 SH186             | 22 de setembre de 2003 | Anderson Mesa        | LONEOS                   |
| 344676 | 2003 SF189             | 22 de setembre de 2003 | Socorro              | LINEAR                   |
| 344677 | 2003 SY196             | 25 d'agost de 2003     | Palomar              | NEAT                     |
| 344678 | 2003 SC205             | 22 de setembre de 2003 | Kitt Peak            | Spacewatch               |
| 344679 | 2003 SV205             | 17 de setembre de 2003 | Kitt Peak            | Spacewatch               |
| 344680 | 2003 SO235             | 24 de setembre de 2003 | Haleakala            | NEAT                     |
| 344681 | 2003 SM236             | 26 de setembre de 2003 | Socorro              | LINEAR                   |
| 344682 | 2003 SX241             | 18 de setembre de 2003 | Palomar              | NEAT                     |
| 344683 | 2003 SP263             | 28 de setembre de 2003 | Socorro              | LINEAR                   |
| 344684 | 2003 SY270             | 25 de setembre de 2003 | Palomar              | NEAT                     |
| 344685 | 2003 SH272             | 27 de setembre de 2003 | Socorro              | LINEAR                   |
| 344686 | 2003 SW278             | 30 de setembre de 2003 | Socorro              | LINEAR                   |
| 344687 | 2003 SS289             | 28 de setembre de 2003 | Anderson Mesa        | LONEOS                   |
| 344688 | 2003 SA298             | 18 de setembre de 2003 | Haleakala            | NEAT                     |
| 344689 | 2003 SU311             | 29 de setembre de 2003 | Kitt Peak            | Spacewatch               |
| 344690 | 2003 SK312             | 27 de setembre de 2003 | Goodricke-Pigott     | R. A. Tucker             |
| 344691 | 2003 SL312             | 19 de setembre de 2003 | Socorro              | LINEAR                   |
| 344692 | 2003 SL335             | 26 de setembre de 2003 | Apache Point         | Sloan Digital Sky Survey |
| 344693 | 2003 SS337             | 18 de setembre de 2003 | Kitt Peak            | Spacewatch               |
| 344694 | 2003 SX337             | 19 de setembre de 2003 | Kitt Peak            | Spacewatch               |
| 344695 | 2003 SY382             | 26 de setembre de 2003 | Apache Point         | Sloan Digital Sky Survey |
| 344696 | 2003 SK392             | 26 de setembre de 2003 | Apache Point         | Sloan Digital Sky Survey |
| 344697 | 2003 SA395             | 26 de setembre de 2003 | Apache Point         | Sloan Digital Sky Survey |
| 344698 | 2003 SM402             | 26 de setembre de 2003 | Apache Point         | Sloan Digital Sky Survey |
| 344699 | 2003 SH406             | 16 d'octubre de 2003   | Palomar              | NEAT                     |
| 344700 | 2003 SV423             | 25 de setembre de 2003 | Mauna Kea            | P. A. Wiegert            |

## 344701-344800
| Nom    | Designació provisional | Data de descobriment   | Lloc de descobriment | Descobridor/s            |
| ------ | ---------------------- | ---------------------- | -------------------- | ------------------------ |
| 344701 | 2003 SW427             | 29 de setembre de 2003 | Kitt Peak            | Spacewatch               |
| 344702 | 2003 SG432             | 18 de setembre de 2003 | Kitt Peak            | Spacewatch               |
| 344703 | 2003 TP13              | 3 d'octubre de 2003    | Kitt Peak            | Spacewatch               |
| 344704 | 2003 TU14              | 20 de setembre de 2003 | Socorro              | LINEAR                   |
| 344705 | 2003 TU20              | 15 d'octubre de 2003   | Anderson Mesa        | LONEOS                   |
| 344706 | 2003 TS33              | 1 d'octubre de 2003    | Kitt Peak            | Spacewatch               |
| 344707 | 2003 TJ44              | 2 d'octubre de 2003    | Haleakala            | NEAT                     |
| 344708 | 2003 TC48              | 3 d'octubre de 2003    | Kitt Peak            | Spacewatch               |
| 344709 | 2003 TG54              | 5 d'octubre de 2003    | Kitt Peak            | Spacewatch               |
| 344710 | 2003 TT54              | 5 d'octubre de 2003    | Kitt Peak            | Spacewatch               |
| 344711 | 2003 TA57              | 5 d'octubre de 2003    | Kitt Peak            | Spacewatch               |
| 344712 | 2003 UZ6               | 16 d'octubre de 2003   | Socorro              | LINEAR                   |
| 344713 | 2003 UW14              | 27 de setembre de 2003 | Kitt Peak            | Spacewatch               |
| 344714 | 2003 UZ18              | 20 d'octubre de 2003   | Kitt Peak            | Spacewatch               |
| 344715 | 2003 UX21              | 22 d'octubre de 2003   | Kingsnake            | J. V. McClusky           |
| 344716 | 2003 UE48              | 16 d'octubre de 2003   | Kitt Peak            | Spacewatch               |
| 344717 | 2003 UT65              | 16 d'octubre de 2003   | Palomar              | NEAT                     |
| 344718 | 2003 UL69              | 18 d'octubre de 2003   | Kitt Peak            | Spacewatch               |
| 344719 | 2003 UN73              | 19 d'octubre de 2003   | Kitt Peak            | Spacewatch               |
| 344720 | 2003 UJ76              | 17 d'octubre de 2003   | Anderson Mesa        | LONEOS                   |
| 344721 | 2003 UO76              | 17 d'octubre de 2003   | Anderson Mesa        | LONEOS                   |
| 344722 | 2003 UY80              | 16 d'octubre de 2003   | Anderson Mesa        | LONEOS                   |
| 344723 | 2003 UD101             | 20 d'octubre de 2003   | Palomar              | NEAT                     |
| 344724 | 2003 UV104             | 18 d'octubre de 2003   | Kitt Peak            | Spacewatch               |
| 344725 | 2003 UN105             | 18 d'octubre de 2003   | Kitt Peak            | Spacewatch               |
| 344726 | 2003 UH117             | 21 d'octubre de 2003   | Socorro              | LINEAR                   |
| 344727 | 2003 UB119             | 18 d'octubre de 2003   | Kitt Peak            | Spacewatch               |
| 344728 | 2003 UO124             | 20 d'octubre de 2003   | Kitt Peak            | Spacewatch               |
| 344729 | 2003 UQ125             | 20 d'octubre de 2003   | Socorro              | LINEAR                   |
| 344730 | 2003 UU131             | 19 d'octubre de 2003   | Palomar              | NEAT                     |
| 344731 | 2003 UM137             | 27 de setembre de 2003 | Kitt Peak            | Spacewatch               |
| 344732 | 2003 UO138             | 21 d'octubre de 2003   | Socorro              | LINEAR                   |
| 344733 | 2003 UX139             | 16 d'octubre de 2003   | Anderson Mesa        | LONEOS                   |
| 344734 | 2003 UQ141             | 18 d'octubre de 2003   | Anderson Mesa        | LONEOS                   |
| 344735 | 2003 UF150             | 20 d'octubre de 2003   | Socorro              | LINEAR                   |
| 344736 | 2003 UQ153             | 19 d'octubre de 2003   | Anderson Mesa        | LONEOS                   |
| 344737 | 2003 UC160             | 21 d'octubre de 2003   | Kitt Peak            | Spacewatch               |
| 344738 | 2003 UB164             | 21 d'octubre de 2003   | Socorro              | LINEAR                   |
| 344739 | 2003 UF198             | 21 d'octubre de 2003   | Kitt Peak            | Spacewatch               |
| 344740 | 2003 UE205             | 22 de setembre de 2003 | Kitt Peak            | Spacewatch               |
| 344741 | 2003 UT215             | 21 d'octubre de 2003   | Kitt Peak            | Spacewatch               |
| 344742 | 2003 UW225             | 22 d'octubre de 2003   | Kitt Peak            | Spacewatch               |
| 344743 | 2003 UA233             | 24 d'octubre de 2003   | Socorro              | LINEAR                   |
| 344744 | 2003 UX241             | 24 d'octubre de 2003   | Socorro              | LINEAR                   |
| 344745 | 2003 UO244             | 24 d'octubre de 2003   | Kitt Peak            | Spacewatch               |
| 344746 | 2003 UG245             | 24 d'octubre de 2003   | Kitt Peak            | Spacewatch               |
| 344747 | 2003 UA277             | 30 d'octubre de 2003   | Socorro              | LINEAR                   |
| 344748 | 2003 UT284             | 21 d'octubre de 2003   | Palomar              | NEAT                     |
| 344749 | 2003 UX289             | 26 de setembre de 2003 | Bergisch Gladbac     | W. Bickel                |
| 344750 | 2003 UO317             | 22 d'octubre de 2003   | Apache Point         | Sloan Digital Sky Survey |
| 344751 | 2003 UT319             | 20 d'octubre de 2003   | Kitt Peak            | Spacewatch               |
| 344752 | 2003 US324             | 17 d'octubre de 2003   | Apache Point         | Sloan Digital Sky Survey |
| 344753 | 2003 UT326             | 17 d'octubre de 2003   | Apache Point         | Sloan Digital Sky Survey |
| 344754 | 2003 UQ371             | 23 de juliol de 2003   | Palomar              | NEAT                     |
| 344755 | 2003 VL2               | 4 de novembre de 2003  | Socorro              | LINEAR                   |
| 344756 | 2003 VO2               | 14 de novembre de 2003 | Palomar              | NEAT                     |
| 344757 | 2003 WK20              | 25 d'octubre de 2003   | Socorro              | LINEAR                   |
| 344758 | 2003 WG29              | 18 de novembre de 2003 | Kitt Peak            | Spacewatch               |
| 344759 | 2003 WW29              | 18 de novembre de 2003 | Kitt Peak            | Spacewatch               |
| 344760 | 2003 WM43              | 18 de novembre de 2003 | Palomar              | NEAT                     |
| 344761 | 2003 WO44              | 19 de novembre de 2003 | Palomar              | NEAT                     |
| 344762 | 2003 WU61              | 19 de novembre de 2003 | Kitt Peak            | Spacewatch               |
| 344763 | 2003 WD62              | 19 de novembre de 2003 | Kitt Peak            | Spacewatch               |
| 344764 | 2003 WQ69              | 19 de novembre de 2003 | Kitt Peak            | Spacewatch               |
| 344765 | 2003 WW71              | 20 de novembre de 2003 | Socorro              | LINEAR                   |
| 344766 | 2003 WE87              | 21 de novembre de 2003 | Socorro              | LINEAR                   |
| 344767 | 2003 WW92              | 19 de novembre de 2003 | Anderson Mesa        | LONEOS                   |
| 344768 | 2003 WT94              | 19 de novembre de 2003 | Anderson Mesa        | LONEOS                   |
| 344769 | 2003 WH97              | 19 de novembre de 2003 | Anderson Mesa        | LONEOS                   |
| 344770 | 2003 WQ102             | 21 de novembre de 2003 | Socorro              | LINEAR                   |
| 344771 | 2003 WP106             | 21 de novembre de 2003 | Palomar              | NEAT                     |
| 344772 | 2003 WQ123             | 20 de novembre de 2003 | Socorro              | LINEAR                   |
| 344773 | 2003 WK149             | 24 de novembre de 2003 | Socorro              | LINEAR                   |
| 344774 | 2003 WS149             | 24 de novembre de 2003 | Anderson Mesa        | LONEOS                   |
| 344775 | 2003 WP154             | 26 de novembre de 2003 | Kitt Peak            | Spacewatch               |
| 344776 | 2003 WX166             | 18 de novembre de 2003 | Anderson Mesa        | LONEOS                   |
| 344777 | 2003 WU170             | 21 de novembre de 2003 | Catalina             | CSS                      |
| 344778 | 2003 WT190             | 24 de novembre de 2003 | Anderson Mesa        | LONEOS                   |
| 344779 | 2003 WA193             | 23 de novembre de 2003 | Anderson Mesa        | LONEOS                   |
| 344780 | 2003 WA194             | 19 de novembre de 2003 | Kitt Peak            | Spacewatch               |
| 344781 | 2003 XT1               | 1 de desembre de 2003  | Socorro              | LINEAR                   |
| 344782 | 2003 XM5               | 3 de desembre de 2003  | Anderson Mesa        | LONEOS                   |
| 344783 | 2003 XL8               | 4 de desembre de 2003  | Socorro              | LINEAR                   |
| 344784 | 2003 XQ18              | 15 de desembre de 2003 | Palomar              | NEAT                     |
| 344785 | 2003 XA23              | 1 de desembre de 2003  | Kitt Peak            | Spacewatch               |
| 344786 | 2003 XJ31              | 1 de desembre de 2003  | Kitt Peak            | Spacewatch               |
| 344787 | 2003 XM33              | 1 de desembre de 2003  | Kitt Peak            | Spacewatch               |
| 344788 | 2003 XG34              | 1 de desembre de 2003  | Kitt Peak            | Spacewatch               |
| 344789 | 2003 XU38              | 4 de desembre de 2003  | Socorro              | LINEAR                   |
| 344790 | 2003 YE67              | 19 de desembre de 2003 | Kitt Peak            | Spacewatch               |
| 344791 | 2003 YQ79              | 18 de desembre de 2003 | Socorro              | LINEAR                   |
| 344792 | 2003 YA87              | 19 de desembre de 2003 | Socorro              | LINEAR                   |
| 344793 | 2003 YT103             | 21 de desembre de 2003 | Socorro              | LINEAR                   |
| 344794 | 2003 YQ120             | 27 de desembre de 2003 | Socorro              | LINEAR                   |
| 344795 | 2003 YK134             | 28 de desembre de 2003 | Socorro              | LINEAR                   |
| 344796 | 2003 YS148             | 29 de desembre de 2003 | Socorro              | LINEAR                   |
| 344797 | 2003 YB149             | 29 de desembre de 2003 | Catalina             | CSS                      |
| 344798 | 2003 YY150             | 29 de desembre de 2003 | Catalina             | CSS                      |
| 344799 | 2003 YJ165             | 17 de desembre de 2003 | Kitt Peak            | Spacewatch               |
| 344800 | 2003 YE179             | 22 de desembre de 2003 | Kitt Peak            | Spacewatch               |

## 344801-344900
| Nom    | Designació provisional | Data de descobriment   | Lloc de descobriment | Descobridor/s        |
| ------ | ---------------------- | ---------------------- | -------------------- | -------------------- |
| 344801 | 2003 YE181             | 22 de desembre de 2003 | Socorro              | LINEAR               |
| 344802 | 2004 BC6               | 16 de gener de 2004    | Kitt Peak            | Spacewatch           |
| 344803 | 2004 BM24              | 19 de gener de 2004    | Anderson Mesa        | LONEOS               |
| 344804 | 2004 BE32              | 19 de gener de 2004    | Kitt Peak            | Spacewatch           |
| 344805 | 2004 BR36              | 19 de gener de 2004    | Kitt Peak            | Spacewatch           |
| 344806 | 2004 BK41              | 22 de gener de 2004    | Palomar              | NEAT                 |
| 344807 | 2004 BM51              | 21 de gener de 2004    | Socorro              | LINEAR               |
| 344808 | 2004 BO60              | 21 de gener de 2004    | Socorro              | LINEAR               |
| 344809 | 2004 BX120             | 31 de gener de 2004    | Socorro              | LINEAR               |
| 344810 | 2004 BZ130             | 16 de gener de 2004    | Kitt Peak            | Spacewatch           |
| 344811 | 2004 BA137             | 19 de gener de 2004    | Kitt Peak            | Spacewatch           |
| 344812 | 2004 BH159             | 20 de gener de 2004    | Cerro Paranal        | Cerro Paranal        |
| 344813 | 2004 CO                | 9 de febrer de 2004    | Palomar              | NEAT                 |
| 344814 | 2004 CW15              | 11 de febrer de 2004   | Kitt Peak            | Spacewatch           |
| 344815 | 2004 CQ75              | 11 de febrer de 2004   | Palomar              | NEAT                 |
| 344816 | 2004 CL83              | 12 de febrer de 2004   | Kitt Peak            | Spacewatch           |
| 344817 | 2004 DN30              | 17 de febrer de 2004   | Socorro              | LINEAR               |
| 344818 | 2004 DJ59              | 23 de febrer de 2004   | Socorro              | LINEAR               |
| 344819 | 2004 EN                | 10 de març de 2004     | Palomar              | NEAT                 |
| 344820 | 2004 ES5               | 11 de març de 2004     | Palomar              | NEAT                 |
| 344821 | 2004 ER6               | 12 de març de 2004     | Palomar              | NEAT                 |
| 344822 | 2004 EX7               | 13 de març de 2004     | Palomar              | NEAT                 |
| 344823 | 2004 EN11              | 10 de març de 2004     | Palomar              | NEAT                 |
| 344824 | 2004 ER60              | 11 de març de 2004     | Palomar              | NEAT                 |
| 344825 | 2004 EH64              | 14 de març de 2004     | Catalina             | CSS                  |
| 344826 | 2004 EC74              | 12 de març de 2004     | Palomar              | NEAT                 |
| 344827 | 2004 EU76              | 15 de març de 2004     | Kitt Peak            | Spacewatch           |
| 344828 | 2004 EZ78              | 15 de març de 2004     | Kitt Peak            | Spacewatch           |
| 344829 | 2004 FR7               | 16 de març de 2004     | Socorro              | LINEAR               |
| 344830 | 2004 FE18              | 25 de març de 2004     | Wrightwood           | J. W. Young          |
| 344831 | 2004 FD33              | 16 de març de 2004     | Catalina             | CSS                  |
| 344832 | 2004 FY71              | 17 de març de 2004     | Kitt Peak            | Spacewatch           |
| 344833 | 2004 FT80              | 16 de març de 2004     | Socorro              | LINEAR               |
| 344834 | 2004 FH83              | 18 de març de 2004     | Kitt Peak            | Spacewatch           |
| 344835 | 2004 FZ92              | 19 de març de 2004     | Socorro              | LINEAR               |
| 344836 | 2004 FK95              | 20 de març de 2004     | Socorro              | LINEAR               |
| 344837 | 2004 FT107             | 22 de març de 2004     | Socorro              | LINEAR               |
| 344838 | 2004 FC130             | 21 de març de 2004     | Kitt Peak            | Spacewatch           |
| 344839 | 2004 FC143             | 27 de març de 2004     | Anderson Mesa        | LONEOS               |
| 344840 | 2004 FS147             | 19 de març de 2004     | Palomar              | NEAT                 |
| 344841 | 2004 FK148             | 28 de març de 2004     | Kitt Peak            | Spacewatch           |
| 344842 | 2004 FV165             | 17 de març de 2004     | Kitt Peak            | Spacewatch           |
| 344843 | 2004 GQ12              | 11 d'abril de 2004     | Palomar              | NEAT                 |
| 344844 | 2004 GX17              | 12 d'abril de 2004     | Anderson Mesa        | LONEOS               |
| 344845 | 2004 GJ18              | 12 d'abril de 2004     | Catalina             | CSS                  |
| 344846 | 2004 GB26              | 14 d'abril de 2004     | Kitt Peak            | Spacewatch           |
| 344847 | 2004 GC33              | 12 d'abril de 2004     | Anderson Mesa        | LONEOS               |
| 344848 | 2004 GR41              | 13 d'abril de 2004     | Catalina             | CSS                  |
| 344849 | 2004 GX42              | 15 d'abril de 2004     | Socorro              | LINEAR               |
| 344850 | 2004 GV45              | 12 d'abril de 2004     | Kitt Peak            | Spacewatch           |
| 344851 | 2004 GK50              | 12 d'abril de 2004     | Kitt Peak            | Spacewatch           |
| 344852 | 2004 GP74              | 14 d'abril de 2004     | Kitt Peak            | Spacewatch           |
| 344853 | 2004 GM80              | 13 d'abril de 2004     | Kitt Peak            | Spacewatch           |
| 344854 | 2004 GS84              | 14 d'abril de 2004     | Kitt Peak            | Spacewatch           |
| 344855 | 2004 HS6               | 16 d'abril de 2004     | Palomar              | NEAT                 |
| 344856 | 2004 HV6               | 16 d'abril de 2004     | Socorro              | LINEAR               |
| 344857 | 2004 HO12              | 19 d'abril de 2004     | Socorro              | LINEAR               |
| 344858 | 2004 HT12              | 21 d'abril de 2004     | Socorro              | LINEAR               |
| 344859 | 2004 HD13              | 16 d'abril de 2004     | Kitt Peak            | Spacewatch           |
| 344860 | 2004 HT29              | 21 d'abril de 2004     | Socorro              | LINEAR               |
| 344861 | 2004 HP38              | 23 d'abril de 2004     | Catalina             | CSS                  |
| 344862 | 2004 HX38              | 24 d'abril de 2004     | Socorro              | LINEAR               |
| 344863 | 2004 HP50              | 23 d'abril de 2004     | Kitt Peak            | Spacewatch           |
| 344864 | 2004 HK60              | 25 d'abril de 2004     | Kitt Peak            | Spacewatch           |
| 344865 | 2004 JK                | 9 de maig de 2004      | Kitt Peak            | Spacewatch           |
| 344866 | 2004 JP5               | 11 de maig de 2004     | Catalina             | CSS                  |
| 344867 | 2004 JP8               | 12 de maig de 2004     | Catalina             | CSS                  |
| 344868 | 2004 JB13              | 13 de maig de 2004     | Anderson Mesa        | LONEOS               |
| 344869 | 2004 JD13              | 13 de maig de 2004     | Socorro              | LINEAR               |
| 344870 | 2004 JY18              | 13 de maig de 2004     | Kitt Peak            | Spacewatch           |
| 344871 | 2004 JN19              | 13 de maig de 2004     | Palomar              | NEAT                 |
| 344872 | 2004 JA39              | 14 de maig de 2004     | Kitt Peak            | Spacewatch           |
| 344873 | 2004 JL49              | 13 de maig de 2004     | Kitt Peak            | Spacewatch           |
| 344874 | 2004 NZ4               | 9 de juliol de 2004    | Palomar              | NEAT                 |
| 344875 | 2004 NQ33              | 11 de juliol de 2004   | Socorro              | LINEAR               |
| 344876 | 2004 OZ5               | 18 de juliol de 2004   | Reedy Creek          | J. Broughton         |
| 344877 | 2004 OL7               | 16 de juliol de 2004   | Socorro              | LINEAR               |
| 344878 | 2004 PM13              | 7 d'agost de 2004      | Palomar              | NEAT                 |
| 344879 | 2004 PW16              | 7 d'agost de 2004      | Campo Imperatore     | CINEOS               |
| 344880 | 2004 PW21              | 8 d'agost de 2004      | Palomar              | NEAT                 |
| 344881 | 2004 PQ49              | 8 d'agost de 2004      | Socorro              | LINEAR               |
| 344882 | 2004 PS63              | 10 d'agost de 2004     | Socorro              | LINEAR               |
| 344883 | 2004 PA68              | 6 d'agost de 2004      | Palomar              | NEAT                 |
| 344884 | 2004 PW71              | 8 d'agost de 2004      | Socorro              | LINEAR               |
| 344885 | 2004 PJ73              | 8 d'agost de 2004      | Socorro              | LINEAR               |
| 344886 | 2004 PV82              | 10 d'agost de 2004     | Socorro              | LINEAR               |
| 344887 | 2004 PD88              | 11 d'agost de 2004     | Socorro              | LINEAR               |
| 344888 | 2004 PY99              | 11 d'agost de 2004     | Socorro              | LINEAR               |
| 344889 | 2004 PJ111             | 15 d'agost de 2004     | Cerro Tololo         | M. W. Buie           |
| 344890 | 2004 RP14              | 6 de setembre de 2004  | Siding Spring        | Siding Spring Survey |
| 344891 | 2004 RL30              | 7 de setembre de 2004  | Socorro              | LINEAR               |
| 344892 | 2004 RR35              | 7 de setembre de 2004  | Socorro              | LINEAR               |
| 344893 | 2004 RC42              | 7 de setembre de 2004  | Kitt Peak            | Spacewatch           |
| 344894 | 2004 RZ54              | 8 de setembre de 2004  | Socorro              | LINEAR               |
| 344895 | 2004 RZ70              | 8 de setembre de 2004  | Socorro              | LINEAR               |
| 344896 | 2004 RY72              | 8 de setembre de 2004  | Socorro              | LINEAR               |
| 344897 | 2004 RJ83              | 9 de setembre de 2004  | Socorro              | LINEAR               |
| 344898 | 2004 RG98              | 8 de setembre de 2004  | Socorro              | LINEAR               |
| 344899 | 2004 RT106             | 8 de setembre de 2004  | Campo Imperatore     | CINEOS               |
| 344900 | 2004 RM109             | 9 de setembre de 2004  | Socorro              | LINEAR               |

## 344901-345000
| Nom    | Designació provisional | Data de descobriment   | Lloc de descobriment | Descobridor/s               |
| ------ | ---------------------- | ---------------------- | -------------------- | --------------------------- |
| 344901 | 2004 RC136             | 7 de setembre de 2004  | Palomar              | NEAT                        |
| 344902 | 2004 RZ142             | 8 de setembre de 2004  | Socorro              | LINEAR                      |
| 344903 | 2004 RY144             | 9 de setembre de 2004  | Socorro              | LINEAR                      |
| 344904 | 2004 RJ162             | 11 de setembre de 2004 | Socorro              | LINEAR                      |
| 344905 | 2004 RW182             | 10 de setembre de 2004 | Socorro              | LINEAR                      |
| 344906 | 2004 RG185             | 10 de setembre de 2004 | Socorro              | LINEAR                      |
| 344907 | 2004 RJ186             | 10 de setembre de 2004 | Socorro              | LINEAR                      |
| 344908 | 2004 RV195             | 10 de setembre de 2004 | Socorro              | LINEAR                      |
| 344909 | 2004 RG202             | 11 de setembre de 2004 | Socorro              | LINEAR                      |
| 344910 | 2004 RK213             | 11 de setembre de 2004 | Socorro              | LINEAR                      |
| 344911 | 2004 RF218             | 11 de setembre de 2004 | Socorro              | LINEAR                      |
| 344912 | 2004 RJ237             | 10 de setembre de 2004 | Kitt Peak            | Spacewatch                  |
| 344913 | 2004 RV239             | 10 de setembre de 2004 | Kitt Peak            | Spacewatch                  |
| 344914 | 2004 RR261             | 10 de setembre de 2004 | Kitt Peak            | Spacewatch                  |
| 344915 | 2004 RB289             | 13 de setembre de 2004 | Kitt Peak            | Spacewatch                  |
| 344916 | 2004 RT294             | 11 de setembre de 2004 | Kitt Peak            | Spacewatch                  |
| 344917 | 2004 RC314             | 15 de setembre de 2004 | Kitt Peak            | Spacewatch                  |
| 344918 | 2004 RY347             | 12 de setembre de 2004 | Mauna Kea            | P. A. Wiegert               |
| 344919 | 2004 SA36              | 17 de setembre de 2004 | Kitt Peak            | Spacewatch                  |
| 344920 | 2004 TA5               | 4 d'octubre de 2004    | Kitt Peak            | Spacewatch                  |
| 344921 | 2004 TU8               | 5 d'octubre de 2004    | Anderson Mesa        | LONEOS                      |
| 344922 | 2004 TO9               | 8 de setembre de 2004  | Socorro              | LINEAR                      |
| 344923 | 2004 TB12              | 7 d'octubre de 2004    | Goodricke-Pigott     | R. A. Tucker                |
| 344924 | 2004 TB17              | 10 d'octubre de 2004   | Socorro              | LINEAR                      |
| 344925 | 2004 TF32              | 7 de setembre de 2004  | Kitt Peak            | Spacewatch                  |
| 344926 | 2004 TE53              | 4 d'octubre de 2004    | Kitt Peak            | Spacewatch                  |
| 344927 | 2004 TU62              | 5 d'octubre de 2004    | Kitt Peak            | Spacewatch                  |
| 344928 | 2004 TH80              | 5 d'octubre de 2004    | Kitt Peak            | Spacewatch                  |
| 344929 | 2004 TK90              | 5 d'octubre de 2004    | Kitt Peak            | Spacewatch                  |
| 344930 | 2004 TU117             | 5 d'octubre de 2004    | Anderson Mesa        | LONEOS                      |
| 344931 | 2004 TQ169             | 7 d'octubre de 2004    | Socorro              | LINEAR                      |
| 344932 | 2004 TO174             | 9 d'octubre de 2004    | Socorro              | LINEAR                      |
| 344933 | 2004 TY175             | 9 d'octubre de 2004    | Socorro              | LINEAR                      |
| 344934 | 2004 TY180             | 7 d'octubre de 2004    | Kitt Peak            | Spacewatch                  |
| 344935 | 2004 TL203             | 7 d'octubre de 2004    | Kitt Peak            | Spacewatch                  |
| 344936 | 2004 TK266             | 9 d'octubre de 2004    | Kitt Peak            | Spacewatch                  |
| 344937 | 2004 TT272             | 9 d'octubre de 2004    | Kitt Peak            | Spacewatch                  |
| 344938 | 2004 TG285             | 8 d'octubre de 2004    | Kitt Peak            | Spacewatch                  |
| 344939 | 2004 TT319             | 11 d'octubre de 2004   | Kitt Peak            | Spacewatch                  |
| 344940 | 2004 TT344             | 15 d'octubre de 2004   | Anderson Mesa        | LONEOS                      |
| 344941 | 2004 TF347             | 5 d'octubre de 2004    | Anderson Mesa        | LONEOS                      |
| 344942 | 2004 TA369             | 9 d'octubre de 2004    | Kitt Peak            | Spacewatch                  |
| 344943 | 2004 VL2               | 3 de novembre de 2004  | Palomar              | NEAT                        |
| 344944 | 2004 VD3               | 3 de novembre de 2004  | Kitt Peak            | Spacewatch                  |
| 344945 | 2004 VQ21              | 4 de novembre de 2004  | Catalina             | CSS                         |
| 344946 | 2004 VM38              | 4 de novembre de 2004  | Kitt Peak            | Spacewatch                  |
| 344947 | 2004 VB44              | 4 de novembre de 2004  | Kitt Peak            | Spacewatch                  |
| 344948 | 2004 VA49              | 4 de novembre de 2004  | Kitt Peak            | Spacewatch                  |
| 344949 | 2004 VF52              | 4 de novembre de 2004  | Catalina             | CSS                         |
| 344950 | 2004 VO52              | 4 de novembre de 2004  | Catalina             | CSS                         |
| 344951 | 2004 VU63              | 10 de novembre de 2004 | Kitt Peak            | Spacewatch                  |
| 344952 | 2004 VK64              | 11 de novembre de 2004 | Goodricke-Pigott     | Goodricke-Pigott            |
| 344953 | 2004 VQ72              | 9 de novembre de 2004  | Catalina             | CSS                         |
| 344954 | 2004 VL75              | 3 de novembre de 2004  | Catalina             | CSS                         |
| 344955 | 2004 VB81              | 4 de novembre de 2004  | Kitt Peak            | Spacewatch                  |
| 344956 | 2004 VF92              | 4 de novembre de 2004  | Kitt Peak            | Spacewatch                  |
| 344957 | 2004 VX99              | 9 de novembre de 2004  | Mauna Kea            | C. Veillet                  |
| 344958 | 2004 WL2               | 17 de novembre de 2004 | Campo Imperatore     | CINEOS                      |
| 344959 | 2004 XH                | 2 de desembre de 2004  | Anderson Mesa        | LONEOS                      |
| 344960 | 2004 XE7               | 2 de desembre de 2004  | Socorro              | LINEAR                      |
| 344961 | 2004 XG10              | 2 de desembre de 2004  | Palomar              | NEAT                        |
| 344962 | 2004 XR11              | 7 de desembre de 2004  | Socorro              | LINEAR                      |
| 344963 | 2004 XT13              | 8 de desembre de 2004  | Socorro              | LINEAR                      |
| 344964 | 2004 XN18              | 8 de desembre de 2004  | Socorro              | LINEAR                      |
| 344965 | 2004 XH20              | 8 de desembre de 2004  | Socorro              | LINEAR                      |
| 344966 | 2004 XA23              | 8 de desembre de 2004  | Socorro              | LINEAR                      |
| 344967 | 2004 XC24              | 9 de desembre de 2004  | Catalina             | CSS                         |
| 344968 | 2004 XT31              | 9 de desembre de 2004  | Catalina             | CSS                         |
| 344969 | 2004 XQ49              | 10 de desembre de 2004 | Junk Bond            | Junk Bond                   |
| 344970 | 2004 XX50              | 14 de desembre de 2004 | Campo Imperatore     | CINEOS                      |
| 344971 | 2004 XN58              | 10 de desembre de 2004 | Kitt Peak            | Spacewatch                  |
| 344972 | 2004 XN69              | 10 de desembre de 2004 | Socorro              | LINEAR                      |
| 344973 | 2004 XW74              | 9 de desembre de 2004  | Catalina             | CSS                         |
| 344974 | 2004 XX92              | 11 de desembre de 2004 | Socorro              | LINEAR                      |
| 344975 | 2004 XE100             | 12 de desembre de 2004 | Kitt Peak            | Spacewatch                  |
| 344976 | 2004 XP108             | 11 de desembre de 2004 | Socorro              | LINEAR                      |
| 344977 | 2004 XY108             | 12 de desembre de 2004 | Kitt Peak            | Spacewatch                  |
| 344978 | 2004 XX118             | 12 de desembre de 2004 | Kitt Peak            | Spacewatch                  |
| 344979 | 2004 XC122             | 15 de desembre de 2004 | Socorro              | LINEAR                      |
| 344980 | 2004 XQ124             | 10 de desembre de 2004 | Socorro              | LINEAR                      |
| 344981 | 2004 XQ128             | 14 de desembre de 2004 | Socorro              | LINEAR                      |
| 344982 | 2004 XC146             | 14 de desembre de 2004 | Socorro              | LINEAR                      |
| 344983 | 2004 XS150             | 15 de desembre de 2004 | Kitt Peak            | Spacewatch                  |
| 344984 | 2004 XU191             | 15 de desembre de 2004 | Catalina             | CSS                         |
| 344985 | 2004 YV10              | 18 de desembre de 2004 | Mount Lemmon         | Mt. Lemmon Survey           |
| 344986 | 2004 YT16              | 18 de desembre de 2004 | Mount Lemmon         | Mt. Lemmon Survey           |
| 344987 | 2004 YB36              | 21 de desembre de 2004 | Catalina             | CSS                         |
| 344988 | 2005 AQ2               | 6 de gener de 2005     | Catalina             | CSS                         |
| 344989 | 2005 AV7               | 6 de gener de 2005     | Catalina             | CSS                         |
| 344990 | 2005 AY17              | 6 de gener de 2005     | Socorro              | LINEAR                      |
| 344991 | 2005 AN18              | 6 de gener de 2005     | Catalina             | CSS                         |
| 344992 | 2005 AQ20              | 6 de gener de 2005     | Socorro              | LINEAR                      |
| 344993 | 2005 AP28              | 6 de gener de 2005     | Socorro              | LINEAR                      |
| 344994 | 2005 AN29              | 15 de gener de 2005    | Kvistaberg           | Uppsala-DLR Asteroid Survey |
| 344995 | 2005 AP41              | 15 de gener de 2005    | Socorro              | LINEAR                      |
| 344996 | 2005 AG52              | 13 de gener de 2005    | Catalina             | CSS                         |
| 344997 | 2005 AG57              | 15 de gener de 2005    | Anderson Mesa        | LONEOS                      |
| 344998 | 2005 AM70              | 15 de gener de 2005    | Catalina             | CSS                         |
| 344999 | 2005 AZ73              | 15 de gener de 2005    | Kitt Peak            | Spacewatch                  |
| 345000 | 2005 AK76              | 15 de gener de 2005    | Kitt Peak            | Spacewatch                  |